# Rot-Weiss Essen
Rot-Weiss Essen ist ein Fußballverein aus Essen. Er wurde am 1. Februar 1907 als SV Vogelheim gegründet. Nach mehreren Zusammenschlüssen mit anderen Vereinen lautet der Name des Vereins seit 1923 Rot-Weiss Essen e. V. (kurz RWE). Der Verein ist mit 13.239 Mitgliedern einer der größeren Sportvereine in Deutschland mit einer reinen Fußballabteilung (Stand: 1. Mai 2025). Die erste Mannschaft spielt in der 3. Liga.
Die größten Erfolge feierte der Verein in den 1950er Jahren. Am 1. Mai 1953 gewann RWE durch einen 2:1-Sieg gegen Alemannia Aachen den DFB-Pokal im Rheinstadion in Düsseldorf. Zwei Jahre später, am 26. Juni 1955 wurde RWE durch einen 4:3-Sieg über den 1. FC Kaiserslautern im Niedersachsenstadion in Hannover zum bisher einzigen Mal Deutscher Meister.
Essen war in der Saison 1955/56 im Europapokal der Landesmeister vertreten. Damit war RWE neben dem 1. FC Saarbrücken, der für das damals noch selbständige Saarland antrat, der erste deutsche Verein in diesem Wettbewerb. RWE schied jedoch gleich in der ersten Runde mit 0:4 und 1:1 gegen den schottischen Meister Hibernian Edinburgh aus. 1994 erreichte RWE zum zweiten Mal in der Vereinsgeschichte das DFB-Pokalfinale gegen Werder Bremen. Im Berliner Olympiastadion unterlag man jedoch mit 1:3.
Der Verein stieg insgesamt dreimal in die Bundesliga auf (1966, 1969 und 1973). In der Saison 2005/06 gelang bereits einen Spieltag vor Saisonende die Meisterschaft in der Regionalliga Nord und somit der Wiederaufstieg in die 2. Bundesliga. Dies war der zweite Aufstieg innerhalb von zwei Jahren, allerdings folgte in beiden Fällen der sofortige Wiederabstieg.

## Geschichte

### Von der Gründung 1907 bis zum Zweiten Weltkrieg
Rot-Weiss Essen e. V. wurde am 1. Februar 1907 in Essen-Vogelheim durch Fusion der Vereine „SC Preußen“ und „Deutsche Eiche“ zunächst unter dem Namen „Sportverein Vogelheim“ gegründet. Nach dem Ersten Weltkrieg wurde der Name in „Spiel und Sport 1912“ geändert, bevor 1923 der Verein mit dem Turnerbund Bergeborbeck fusionierte und von da an als Rot-Weiss Essen auftrat; seither wird der Verein z. B. von Journalisten auch immer wieder als „die Bergeborbecker“ umschrieben. 1938 qualifizierte sich RWE für die Gauliga Niederrhein und gehörte bis zum Beginn des Zweiten Weltkriegs 1939 zum Kreis der erfolgreichsten Mannschaften dieser Liga. Die Qualifikation für die Endrunde um die deutsche Meisterschaft wurde in diesen Jahren jedoch mehrfach knapp verpasst (1939 und 1940 als Dritter, 1941 als Zweiter der Gauliga Niederrhein). In der Saison 1943/44 wurde eine Kriegsspielgemeinschaft (KSG) mit dem BV Altenessen gebildet, die 1944 um die Ballfreunde Borbeck zur KSG RWE/BV 06 Essen erweitert wurde.
Kuriosum: Die Schreibweise des Wortes „Weiss“ ist wegen der Doppelkonsonanten „ss“ an Stelle von „ß“ sowohl nach den Regeln der alten als auch der neuen Rechtschreibung nicht korrekt. Gleichwohl verwendet der Verein im offiziellen Schriftverkehr und in der Außendarstellung die Schreibweise „Rot-Weiss Essen“; mit dieser Schreibweise ist der Verein auch im Vereinsregister eingetragen.

### Oberligazeit und Niedergang 1945–1963
Nach dem Zweiten Weltkrieg tat sich RWE in den ersten Jahren in der Essener Stadtliga und in der Landesliga Niederrhein hervor. Im zweiten Anlauf gelang 1948 die Qualifikation zur Oberliga West. In der höchsten Liga konnte sich RWE sofort in Szene setzen. Bereits 1949 und 1950 qualifizierte sich der Verein jeweils für die Endrunde zur deutschen Meisterschaft. 1951 wechselte Helmut Rahn vom Lokalrivalen Sportfreunde Katernberg an die Hafenstraße und formte zusammen mit August Gottschalk eins der besten Sturmduos in Deutschland. Ein erster Erfolg war 1952 die Meisterschaft in der Oberliga West. In der Gruppenphase der Endrunde wurde RWE Zweiter hinter dem VfB Stuttgart, der ins Finale einziehen konnte. Zur Saison 1952/53 wechselten Torhüter Fritz Herkenrath und Penny Islacker zu RWE und komplettierten so den Aufbau der großen Mannschaft der 1950er Jahre. 1953 erreichte RWE mit dem DFB-Pokalsieg den ersten großen Erfolg in der Vereinsgeschichte. Im Finale erzielten Islacker und Rahn die beiden Tore zum 2:1-Sieg über Alemannia Aachen vor 40.000 Zuschauern im ausverkauften Rheinstadion in Düsseldorf. Indes wurde sowohl 1952/53 (wegen eines Punkts) als auch 1953/54 (wegen drei Punkten) der erneute Einzug in die DM-Endrunde knapp verpasst.
Eine kleine Zäsur mit großer Wirkung gab es vor der Saison 1954/55. Fritz Szepan übernahm den Trainerposten von Karl Hohmann. Die mittlerweile gefestigte Mannschaft gewann mit sechs Punkten Vorsprung zum zweiten Male souverän die Meisterschaft in der Oberliga West. Auch in der Endrunde lief es besser als drei Jahre zuvor. Mit 10:2 Punkten beendete RWE ungeschlagen die Gruppenphase vor Bremerhaven 93, Kickers Offenbach sowie Wormatia Worms und sicherte sich somit die Finalteilnahme gegen den deutlich favorisierten 1. FC Kaiserslautern. Das Endspiel wurde am 26. Juni 1955 im Niedersachsenstadion in Hannover vor 76.000 Zuschauern ausgetragen. Nach Rückstand gewann RWE überraschend mit 4:3, die Tore für Essen erzielten 3 × Islacker und 1 × Röhrig. RWE feierte mit diesem Sieg den größten Erfolg seiner Vereinsgeschichte. Der langjährige Kapitän August Gottschalk trat nach diesem Erfolg als Aktiver zurück.
In der Saison 1955/56 musste RWE im Sturm neben dem Verlust von Gottschalk und dem Wechsel von Bernhard Termath zum Karlsruher SC auch viele Verletzte (Rahn, Islacker) verkraften. Im ersten Saisonspiel gegen Borussia Dortmund gab es eine 1:4-Niederlage. Dass in diesem Spiel der Meister von 1955 gegen den Meister der Jahre 1956 und 1957 gespielt hatte, wusste man noch nicht. Dennoch arbeitete sich RWE wieder in die Verfolgerrolle hinein. Anfang November lag man mit 12:8 Punkten wieder aussichtsreich im Rennen, bevor drei Niederlagen in Serie (Westfalia Herne, Wuppertaler SV und Fortuna Düsseldorf) folgten. Ein erneuter Zwischenspurt auf 25:17 Punkte ließ wieder Hoffnung aufkeimen. Mit dem 0:2 bei Alemannia Aachen am 25. Spieltag waren die Hoffnungen auf eine Titelverteidigung aber endgültig erloschen. Als erste Mannschaft vertrat RWE den DFB im neugeschaffenen Europapokal der Landesmeister, der heutigen Champions League. Nach einer deutlichen 0:4-Heimniederlage gegen Hibernian Edinburgh hatte das 1:1 im Rückspiel nur noch statistischen Wert.
1956/57 absolvierte RWE eine unauffällige Saison mit erneuter verletzungsbedingt erforderlicher Rotation in der Offensive, die mit dem achten Platz endete. Während der Saison wurde die neue Haupttribüne mit fast 5000 Plätzen fertiggestellt. 1957/58 startete RWE mit fünf Spielen ohne Sieg, 2:8 Punkten und dem letzten Tabellenplatz. Das folgende 1:0 in Wuppertal leitete eine Serie mit nur zwei Niederlagen in 16 Spielen ein. Ende Januar kam es zum Spitzenspiel beim späteren Meister FC Schalke 04. Als RWE einen 2:0-Vorsprung nicht über die Zeit retten konnte und das folgende Heimspiel gegen Sodingen mit einer Niederlage endete, waren aber auch für diese Saison die Endrundenhoffnungen ad acta gelegt.
Einen erneuten schlechten Start mit 7:17 Punkten gab es 1958/59. Drei Siege zum Hinrundenende, die eine 19:3-Punkte-Serie einleiteten, brachten die Saison aber zu einem versöhnlichen Abschluss. Helmut Rahn gab gegen Ende der Saison seinen Wechsel zum 1. FC Köln bekannt. Zum ersten Aufeinandertreffen mit den Kölnern kam es im November 1959. RWE hatte sich nach dem Fehlstart mit zwei Niederlagen immerhin auf 17:9 Punkte und Platz vier vorgearbeitet, musste aber eine 0:2-Heimniederlage einstecken. Danach gab es kaum noch positive Höhepunkte. RWE beendete die Saison nur drei Punkte vor den Abstiegsrängen.
Das Jahr 1960/61 begann mit einem jungen Verteidiger in der Mannschaft: Otto Rehhagel. Der Saisonstart gelang diesmal: 6:2 Punkte ohne Gegentor. Dann allerdings kam die Durststrecke mit nur zwei Siegen aus 17 Spielen mit 7:27 Punkten. Unter anderem fiel eine 4:6-Niederlage bei Borussia Dortmund – nach 4:3-Führung bis zur 82. Minute – in diese Serie. RWE übernahm Anfang Februar die rote Laterne durch ein 0:1 beim SC Viktoria Köln. Das torlose Unentschieden bei Rot-Weiß Oberhausen besiegelte am letzten Spieltag den Abstieg. Fritz Herkenrath beendete seine Karriere.
1961/62 hatte RWE keine Chance auf den sofortigen Wiederaufstieg und beendete die Saison neun Punkte hinter dem Tabellenzweiten. In der Saison 1962/63 blieb RWE mit Platz 6 erneut hinter den eigenen Erwartungen zurück. In dieser Saison gab es mit Günter Hentschke zum ersten Mal eine vorzeitige Trainerentlassung bei RWE. Da aber mit dieser Spielzeit die zweiten Ligen aufgelöst wurden und aufgrund der Einführung der Bundesliga ein Aufstieg von vornherein ausgeschlossen war, blieb zumindest die Qualifikation für die neugeschaffene Regionalliga. Otto Rehhagel wechselte nach drei Jahren an der Hafenstraße in die Bundesliga zu Hertha BSC. Heute besucht er hin und wieder die Heimspiele und wird stets von den Fans gefeiert.

### Bundesliga und Abstieg 1963–1977
Am 24. August 1963 startete die erste Bundesligasaison, jedoch ohne Essen. Einer, der länger als ein halbes Jahrhundert die Geschichte des Vereins entscheidend beeinflusst hatte, konnte den Augenblick der neuen Liga allerdings nicht mehr miterleben. Am 24. März 1963 verstarb Georg Melches, einer der Gründer und Ehrenvorsitzenden von RWE. Ihm zu Ehren wurde am 5. August 1964 das Stadion an der Hafenstraße in Georg-Melches-Stadion umbenannt. RWE erzielte in den Regionalligaspielzeiten 1963/64 und 1964/65 jeweils ausgeglichene Punktebilanzen, konnte aber nicht in den Kampf um den Bundesligaaufstieg eingreifen. Fred Harthaus wurde zur Saison 1965/66 als Trainer durch Fritz Pliska ersetzt.
1965/66 startete RWE mit 9:1 Punkten, bevor es beim Tabellenführer Fortuna Düsseldorf eine 1:4-Niederlage gab. Als am 15. Spieltag Alemannia Aachen die Essener mit 5:2 schlug und so bis auf zwei Punkte an RWE heranrückte, gab es einen Dreikampf mit Aachen und Düsseldorf um die zur Teilnahme an der Aufstiegsrunde berechtigenden ersten beiden Plätze. Am 32. Spieltag kam es zum Rückspiel gegen die Alemannia, die mittlerweile wieder drei Punkte Rückstand hatte. Vor 30.000 Zuschauern gelang nach einem Rückstand noch ein 3:1-Sieg durch Tore von Hasebrink und Koslowski und einem Eigentor, womit die Teilnahme an der Aufstiegsrunde gesichert war. Diese begann mit einem 0:1 beim FC St. Pauli. Nach jeweils zwei Siegen gegen den 1. FC Saarbrücken und den 1. FC Schweinfurt 05 musste das Rückspiel gegen St. Pauli entscheiden, Essen hätte eine Niederlage mit zwei Toren Abstand gereicht. Nach einem frühen Rückstand blieb es beim 0:1. Damit war der Aufstieg in die Bundesliga gesichert.
Vor der Bundesligasaison kamen Fred Bockholt (aus Bottrop) und Heinz Simmet (aus Neunkirchen) neu zu RWE. Im ersten Heimspiel gelang mit einem 4:1 gegen den FC Schalke 04 der erste Sieg (erster Torschütze Heinz-Dieter Hasebrink). Ende Oktober, nach einem 1:1 gegen Eintracht Frankfurt, lag RWE mit 13:9 Punkten einen Punkt hinter der Tabellenspitze. Es schloss sich jedoch eine 2:10-Serie an, so dass RWE nach der Hinrunde bei 15:19 Punkten nur noch zwei Punkte Vorsprung auf die Abstiegszone hatte. Anfang März gab es eine 0:4-Heimniederlage gegen den Mitaufsteiger Fortuna Düsseldorf, wodurch RWE erstmals auf einen Abstiegsrang zurückfiel. Nach dem 32. Spieltag (1:2 beim 1. FC Köln trotz Führung bis 15 Minuten vor Schluss) schien der Abstieg festzustehen. Ein 0:0 im folgenden Heimspiel gegen den späteren Meister Eintracht Braunschweig bestätigte ihn. Nach dem Abstieg verließen Hasebrink, Simmet, Dietrich und Koslowski den Verein.
In der neuen Regionalligasaison 1967/68 erzielte RWE unter dem neuen Trainer Erich Ribbeck eine 1:2-Heimniederlage gegen den Lüner SV. Es folgten 14 Spiele ohne Niederlage, bis RWE beim Aufstiegskonkurrenten Arminia Bielefeld 2:4 unterlag. Nach der Hinrunde lag RWE mit 24:10 Punkten vor Leverkusen (23:11), Oberhausen (22:12) und Bielefeld (21:13). Es kam zur Entscheidung mit Oberhausen und Leverkusen. Das entscheidende Spiel fand am 32. Spieltag an der Hafenstraße statt: RWE konnte sich gegen RWO 1:0 durchsetzen und qualifizierte sich so für die Bundesliga-Aufstiegsrunde. Dort setzte sich Hertha BSC mit zwei Punkten Vorsprung vor RWE durch. Kuno Klötzer übernahm den Trainerposten, da Ribbeck zu Eintracht Frankfurt wechselte.
1968/69 begann wie folgt: Nach 13:1 Punkten verlor RWE erst beim direkten Tabellennachbarn VfL Bochum mit 1:2 und trennte sich dann torlos von Rot-Weiß Oberhausen. Die Tabelle danach: RWO und Bochum 17:1, RWE 14:4. Bis zur Winterpause spielte RWE (23:11) häufig remis, sodass Bochum (29:5) und RWO (27:7) enteilten. Hoffnung kam auf, als Bochum im Rückspiel 2:1 bezwungen wurde, RWE mit einem 1:1 auch in Oberhausen einen Punkt mitnahm und der VfL gegen Fortuna Düsseldorf mit 1:3 verlor. Als das Lokalduell bei Schwarz-Weiß Essen mit 2:3 endete, wurde Klötzer entlassen. Mit sieben Siegen unter Willi Vordenbäumen fing RWE die Bochumer noch punktgleich aufgrund des damals geltenden Torquotienten ab. In der Aufstiegsrunde setzte sich RWE mit 14:2 Punkten vor dem VfL Osnabrück (11:5) und dem Karlsruher SC durch. Eine ungeschlagene Serie mit 28:2 Punkten hatte den zweiten Bundesligaaufstieg gesichert.
Zum Neuanlauf in der Bundesliga verstärkte sich RWE mit Diethelm Ferner (aus Bremen), Erich Beer (aus Nürnberg) und Peter Czernotzky. Auch wenn das erste Spiel eine 0:4-Niederlage beim FC Bayern München brachte, konnte zu Beginn der Winterpause mit 16:18 Punkten ein neunter Platz belegt werden. Da der Winter eine Reihe von Spielausfällen mit sich brachte, wurde RWE (zehn Spiele ohne Sieg) mit 21:33 Punkten auf Platz 17 verwiesen. Die direkten Tabellennachbarn TSV 1860 München und Hannover 96 hatten mit 23:37 Punkten drei Spiele mehr absolviert. Die dann folgende Serie (1:1 gegen Braunschweig, 1:0 in Duisburg, 1:0 gegen den späteren Meister Borussia Mönchengladbach und 3:3 gegen Werder Bremen) sicherte den erstmaligen Klassenerhalt.
1970/71 gab es die erste Tabellenführung in der Bundesliga: Am dritten Spieltag übernahm RWE die Spitze durch ein 4:0 gegen Kaiserslautern und hielt sie durch ein 2:2 nach 0:2-Rückstand bei den Bayern. Am 10. Oktober 1970 ging eine Serie von 52 Heimspielen ohne Niederlage (2 Jahre, 8 Monate und 13 Tage) mit einem 0:1 gegen Braunschweig zu Ende. Insgesamt endete die Hinrunde mit 16:18 Punkten im Mittelfeld. Der 3:1-Erfolg gegen die Bayern im Februar sollte der letzte Sieg sein. Die frei von Abstiegssorgen erscheinende Bilanz von 20:22 Punkten wurde durch 13 Spiele ohne Sieg mit 3:23 Punkten und den Bundesliga-Skandal, der RWE zu einem der Hauptleidtragenden machte, doch noch in Platz 18 und den Abstieg umgemünzt.
Zur Regionalliga-Saison 1971/72 konnten die meisten Leistungsträger gehalten werden und man startete mit einem 5:0-Sieg gegen DJK Gütersloh. Am achten Spieltag erlitt RWE die dritte Auswärtsniederlage in Folge und hatte großen Rückstand auf die Spitze. Negativer Höhepunkt war Anfang November eine 0:5-Heimniederlage gegen den Wuppertaler SV. Trainer Willi Vordenbäumen musste daraufhin seinen Hut nehmen und es übernahm János Bédl. Nach der Hinrunde führte Wuppertal mit 31:3 Punkten vor dem SC Fortuna Köln (26:8), Alemannia Aachen (24:10) und RWE (22:12). Als RWE nach 12 Siegen in Serie (u. a. 4:3 bei Fortuna Köln in der Nachspielzeit) beim Rückspiel in Wuppertal ein 0:0 erreichte, hatte sich die Tabellensituation geändert: RWE belegte mit sechs Punkten Vorsprung auf Fortuna Köln Platz zwei. In der Aufstiegsrunde blieb man zwar ungeschlagen (13:3 Punkte), hatte aber im direkten Vergleich mit Kickers Offenbach am Ende die schlechtere Tordifferenz.
Zur Saison 1972/73 wurde mit Horst Witzler ein Trainer verpflichtet, der bereits beim Lokalrivalen SW Essen erfolgreich gewesen war. In der Hinrunde mussten Entscheidungen zwischen RWE, dem Bundesliga-Absteiger Borussia Dortmund und Fortuna Köln fallen. Als RWE Anfang November beim BVB einen 3:2-Erfolg verbuchte, fiel der BVB zurück. Nach der Hinrunde lag RWE mit 30:4 Punkten vor Fortuna Köln (28:6) und Dortmund (25:9). In der Rückrunde vergrößerte RWE den Abstand und wurde mit fünf Punkten Vorsprung Meister. In diesem Jahr wurde die Aufstiegsrunde ähnlich wie 1972 absolviert, diesmal aber mit positivem Ausgang für RWE: Das 2:2 beim SV Darmstadt 98 zwei Spieltage vor Schluss sicherte den Aufstieg, am Ende mit sechs Punkten Vorsprung (14:2).
In die Bundesligasaison 1973/74 startete man mit einem 1:1 bei Kickers Offenbach. Die folgenden drei Heimspiele wurden allerdings verloren und Trainer Horst Witzler wurde nach 4:12 Punkten und Platz 18 durch Diethelm Ferner, der vom Mittelfeld auf die Trainerbank wechselte, abgelöst. Ferners Einstand brachte drei Siege in Folge, darunter ein 6:3 gegen den Tabellenführer Eintracht Frankfurt, und nur eine Niederlage bis zur Winterpause. RWE erreichte Rang 9 und 17:17 Punkte. Am 32. Spieltag stand der vorzeitige Klassenerhalt mit einem 3:0 beim VfB Stuttgart fest.
1974/75 startete RWE mit zwei Siegen beim 1. FC Köln und dem Wuppertaler SV. Aus den nächsten fünf Spielen holte der Club nur einen Punkt. Am siebten Spieltag (5. Oktober 1974) kassierte RWE mit dem 1:9 bei Eintracht Frankfurt die höchste Niederlage in Pflichtspielen nach dem Zweiten Weltkrieg. Der Verein stabilisierte sich bis zur Winterpause bei 16:18 Punkten und Platz 13. In dieser Saison wurde am 31. Spieltag durch ein 2:2 gegen Bayern München der Klassenerhalt gesichert.
Zur Saison 1975/76 wechselte mit Horst Hrubesch ein Stürmer zu RWE, der vorher bei anderen Bundesligavereinen im Probetraining durchgefallen war. Den Trainerposten übernahm Ivica Horvat. Zwar hatte RWE schon mit Udo Lattek einen Vertrag unterzeichnet; dieser kündigte aber – unter Zahlung einer Ablösesumme – und wechselte stattdessen zur Borussia nach Mönchengladbach. Der Trainerposten dort war kurz zuvor vakant geworden. RWE konnte sich in der Hinrunde sowohl auf seine Heimstärke als auch auf die Auswärtsschwäche verlassen, so dass 18:16 Punkte und Platz 8 zu Buche standen. In der Rückrunde hatte RWE durch eine 11:3-Serie zunächst Chancen auf die UEFA-Pokal-Qualifikation, belegte aber mit vier Punkten hinter dem Vizemeister HSV schließlich Platz 8. Die Saison endete mit der besten Bundesligaplatzierung in der Geschichte von RWE.
Die Saison 1976/77 offenbarte schon in den ersten Spielen eine instabile Abwehr. Zudem hatten Willi Lippens den Verein Richtung Dortmund und Manfred Burgsmüller Richtung Bayer 05 Uerdingen verlassen. Nach dem siebten Spieltag (3:11 Punkte) wurde Ivica Horvat entlassen und Hermann Erlhoff übernahm. Erst am 17. Spieltag gelang mit dem 2:1 gegen Eintracht Braunschweig der zweite Sieg. Die Hinrundenbilanz lautete Platz 18 mit 8:26 Punkten hinter Tennis Borussia Berlin (10:24), 1. FC Saarbrücken (11:23) und dem 1. FC Kaiserslautern (12:22). Die Ergebnisse stabilisierten sich zwar in der Rückrunde, der Rückstand auf die Nichtabstiegsplätze war aber zu groß. Wieder war es eine Niederlage gegen Eintracht Frankfurt (1:8 in Essen), die am 32. Spieltag den Abstieg besiegelte. Im letzten Bundesligajahr debütierte Frank Mill in den Reihen der Essener.

### 2. Bundesliga und Amateurfußball 1977–1994
Nach dem Abstieg verließen Dieter Bast (zum VfL Bochum) und Werner Lorant (zum 1. FC Saarbrücken) die Rot-Weissen. Die Mannschaft kam dank Horst Hrubesch, der mit großem Abstand Torschützenkönig wurde, einigermaßen in Tritt. Zum Ende der Hinrunde lag RWE mit 25:13 Punkten auf Platz zwei hinter Preußen Münster (28:10) und vor Bayer 05 Uerdingen und Fortuna Köln (24:14). Nach der 1:2-Heimniederlage gegen Westfalia Herne Ende Januar musste aber Hermann Erlhoff seinen Platz räumen, er wurde durch Klaus Quinkert ersetzt. Trotz dreier Punkte Rückstand nach 34 Spielen gelang mit einem 2:0 gegen Union Solingen mit 50:26 Punkten der Sprung auf Platz 2 hinter Arminia Bielefeld (51:25), aber noch vor Münster (49:27) und Fortuna Köln (48:28). In den Aufstiegsspielen scheiterte RWE nach einem verschossenen Hrubesch-Elfmeter knapp mit 0:1 und 2:2 am 1. FC Nürnberg.
Zur Saison 1978/79 wechselte Horst Hrubesch zum Hamburger SV und Diethelm Ferner übernahm erneut das Traineramt. Nach der Hinrunde lag RWE mit 22:16 Punkten auf Platz 5, hatte aber schon zwölf Punkte Rückstand auf den souveränen Tabellenführer Bayer 04 Leverkusen und sechs Punkte auf Bayer Uerdingen. Wetterkapriolen bescherten RWE in der Rückrunde ein Marathonprogramm. Nach einem 3:3 gegen Leverkusen war klar, dass man nicht mehr ins Aufstiegsrennen würde eingreifen können. Die letzten Heimspiele wurden nur noch von einigen Hundert Zuschauern besucht und man landete auf dem 8. Tabellenplatz.
Zur Saison 1979/80 übernahm Rolf Schafstall das Traineramt. Nach einem durchwachsenen Start in die Spielzeit konnte man sich nach vorn arbeiten. Im Herbst kam Willi Lippens aus den USA zurück. RWE lag nach der Hinrunde wieder aussichtsreich platziert mit 27:11 Punkten punktgleich mit Hannover 96 hinter Arminia Bielefeld (32:6). Einige schwache Spiele bedeuteten dann aber schnell sechs Punkte Rückstand auf Hannover. Im direkten Duell schlug RWE die Niedersachsen Anfang Mai mit 3:2 und verkürzte so den Rückstand. Tatsächlich gelang mit einem 3:1 gegen den DSC Wanne-Eickel am letzten Spieltag noch der Sprung auf Platz 2. Wieder waren die Aufstiegsspiele erreicht, aber erneut scheiterte RWE, diesmal am Karlsruher SC (1:5 und 3:1).
Die Saison 1980/81 stand im Zeichen der Qualifikation zur eingleisigen 2. Bundesliga ab dem kommenden Jahr. Die Absteiger Werder Bremen, Eintracht Braunschweig und Hertha BSC dominierten das 22er-Feld. RWE lag nach der Hinrunde mit 26:16 Punkten vier Punkte hinter Platz 2 (Hertha BSC). Zwei Niederlagen zum Rückrundenauftakt beendeten alle Hoffnungen, noch in den Aufstiegskampf eingreifen zu können. Die Qualifikation für die eingleisige Liga wurde mit Platz 8 aber sicher erreicht. Frank Mill wurde Torschützenkönig, verließ RWE aber in Richtung Mönchengladbach.
Mit dem neuen Coach Aleksander Mandziara startete RWE mit 7:5 Punkten gut, vier folgende Niederlagen ließen RWE aber auf Abstiegsplatz 17 zurückfallen. Zur Winterpause lag die Mannschaft mit 17:21 Punkten auf Platz 14. In der Rückrunde hielt sich RWE mit knappem Abstand vor den Abstiegsrängen. Erst vier Siege zum Saisonende glichen die Punktebilanz aus.
1982/83 begann mit 3:1 Punkten, dann aber fünf Niederlagen in Folge, sodass RWE mit 3:11 Punkten nur noch Platz 19 einnahm. Dank einer Stabilisierung im Georg-Melches-Stadion (4:0 gegen die SG Wattenscheid 09, 3:0 gegen SC Freiburg) und eines 3:2-Erfolgs bei Union Solingen konnte die Abstiegszone Ende November verlassen werden. Die Hinrunde beschloss RWE auf Platz 16 (14:24 Punkte). Nach einem 0:3 zum Rückrundenauftakt beim BV Lüttringhausen wurde Aleksander Mandziara durch Rolf Bock ersetzt. Im April verschaffte sich die Mannschaft durch ein 6:1 gegen KSV Hessen Kassel und einem 2:0 beim MSV Duisburg etwas Luft im Abstiegskampf. Endgültig sicher war RWE durch ein 4:2 gegen die bereits aufgestiegenen Kickers aus Offenbach am 37. Spieltag.
Das Jahr 1983/84 begann mit 5:5 Punkten im Mittelfeld, die folgende 1:9-Serie ließ RWE aber auf den letzten Platz zurückfallen. Bis zur Winterpause arbeitete RWE sich bis auf Platz 14 (15:23 Punkte) vor. In der Winterpause musste aus wirtschaftlichen Gründen Jürgen Wegmann nach Dortmund verkauft werden. In der Rückrunde pendelte RWE zwischen Platz 14 und 18. Nach 30 Spieltagen hatte man mit 24:36 Punkten zwei Zähler Vorsprung, konnte aber in den Heimspielen gegen Stuttgarter Kickers, Rot-Weiß Oberhausen und Hessen Kassel nur 1:1-Ergebnisse erzielen. Am letzten Spieltag war RWE punktgleich mit Oberhausen, musste aber im Parkstadion beim Tabellenzweiten FC Schalke 04 antreten. Das Spiel ging mit 0:5 verloren, während Oberhausen gewann. Hoffnung kam auf, als der DFB auf Spielwiederholung entschied, weil RWE-Torhüter Carsten Hallmann während des Spiels von einem Ordner verletzt worden war. Doch auch das Wiederholungsspiel ging 2:3 verloren. RWE spielte erstmals in der Vereinsgeschichte drittklassig.
Den Neuaufbau zur Saison 1984/85 übernahm Dieter Tartemann als Trainer. Zusätzlich kam Norbert Nigbur als Torwart. Die Oberligasaison stand ganz im Zeichen Essener Dominanz. Lange war es der Lokalrivale SW Essen, der vor RWE die Tabelle anführte. Erst im Rückspiel am Ostermontag vor 30.000 Zuschauern gelang RWE mit einem 3:1 die Übernahme der Tabellenführung. Am vorletzten Spieltag sicherte ein 4:2 beim 1. FC Viersen die Meisterschaft. In die Aufstiegsrunde gab es einen Fehlstart (0:1 gegen VfL Osnabrück, 0:4 bei Eintracht Hamm). RWE landete auf Platz 3 und verpasste damit den Wiederaufstieg.
1985/86 gab es ein weiteres Kopf-an-Kopf-Rennen. In diesem Jahr war der BVL 08 Remscheid der Gegner, der die Hinrunde mit drei Punkten Vorsprung vor RWE (24:8) abschloss. In der Rückrunde änderte sich das Bild und RWE sicherte sich mit 52:12 Punkten erneut Platz eins vor Remscheid (51:13). Wieder misslang der Start in die Aufstiegsrunde (0:5 bei VfB Oldenburg), aber mit vier Heimsiegen sicherte sich RWE letztendlich doch den Aufstieg.
1986/87 übernahm Horst Hrubesch den Trainerposten von Tartemann, der Manager wurde. Nach neun sieglosen Spielen (4:14/18.) stand Hrubesch kurz vor der Entlassung, aber das 5:1 gegen Viktoria Aschaffenburg war der Auftakt zu sechs Heimsiegen in Folge und Platz 13 (17:21 Punkte) nach der Hinrunde. Die eindrucksvolle Heimstärke setzte sich mit den Heimsiegen sieben bis elf fort, sodass der DFB im Frühjahr Lizenzierungsunterlagen für die Bundesliga anforderte. Zum Saisonende ließ RWE aber nach und endete mit ausgeglichenem Punktekonto im Mittelfeld.
Einen klassischen Fehlstart gab es auch in der Saison 1987/88: 6:12 Punkte, Platz 18, Hrubesch wurde entlassen. Seine Nachfolger Peter Neururer und Horst Franz verließen den Verein nach neun bzw. drei Spielen in Richtung Aachen bzw. Schalke. Die Hinrunde schloss RWE mit 16:22 Punkte als Fünfzehnter ab. Unter Lothar Buchmann gelang eine Stabilisierung. Das 3:1 beim SSV Ulm 1846 am 30. Spieltag war ein großer Schritt in Richtung Klassenerhalt, der am vorletzten Spieltag durch ein 1:0 gegen Fortuna Köln gelang.
Im Jahr 1988/89 startete RWE wieder negativ mit 7:11 Punkten. Die folgenden drei Siege (u. a. in Saarbrücken und Darmstadt) brachten RWE in die obere Tabellenhälfte. Nach der Hinrunde standen 18:20 Punkte und Platz 13 zu Buche. Buchmann wurde durch Hans-Günter Neues ersetzt. Mit 31:31 schien man sicher zu sein, doch 2:8 Punkte in Folge und passende Spiele der Konkurrenz brachten RWE in höchste Abstiegsgefahr. Ein 3:0 gegen Wattenscheid brachte immer noch keine Sicherheit, weil am letzten Spieltag das Spiel beim direkten Konkurrenten Kickers Offenbach anstand. Nach dem 0:1 tauschten die Vereine die Positionen. Essen konnte sich aber dennoch auf Platz 16 retten.
In der Saison 1989/90 konnte nach einer schwachen Hinrunde, die auf dem vorletzten Tabellenplatz beendet wurde, noch der 6. Tabellenplatz in der Endabrechnung erreicht werden. Damit war man, zusammen mit Hertha BSC, die stärkste Rückrundenmannschaft der 2. Bundesliga. Der Relegationsplatz zur 1. Liga wurde nur um vier Punkte verfehlt. Aufgrund der schlechten finanziellen Situation wurde dem Verein erst spät vom DFB die Lizenz zur folgenden Saison erteilt.
Im Spieljahr 1990/91 wurde der Klassenerhalt erst am letzten Spieltag durch ein 1:1 gegen den MSV Duisburg gesichert. Es folgten jedoch der Lizenzentzug und Zwangsabstieg aus der 2. Bundesliga, da der DFB wegen vorhandener Verbindlichkeiten an der wirtschaftlichen Leistungsfähigkeit des Vereins zweifelte.
1992 wurde die Meisterschaft in der Oberliga knapp verpasst, RWE gewann jedoch die Deutsche Amateurmeisterschaft durch ein 3:2 n. V. gegen die SpVgg 05 Bad Homburg.
Nach der Rückkehr in die 2. Bundesliga 1993 unter Trainer Jürgen Röber erfolgte mitten in der Saison zum zweiten Mal ein Lizenzentzug durch den DFB sowie der Zwangsabstieg aus der 2. Bundesliga, dieses Mal hervorgerufen durch manipulierte Unterlagen im Lizenzierungsverfahren vor der Saison. Zum Zeitpunkt des Lizenzentzugs hatte man den siebten Platz in der Tabelle belegt. Die restlichen, noch auszutragenden Spiele wurden nur für den Gegner gewertet.

### Pokalfinale und Insolvenz 1994–2010

Eintrittskarte der Zweitligasaison 1996/97

Ebenfalls 1994 konnte Essen das Finale im DFB-Pokal erreichen, das die Mannschaft gegen Werder Bremen mit 1:3 verlor. Von den 76.391 Zuschauern, waren über 30.000 RWE-Fans im Berliner Olympiastadion anwesend. und feierten die Mannschaft trotz der Niederlage.
Nach dem 1996 erfolgten Aufstieg in die 2. Bundesliga und dem direkten Wiederabstieg in die Regionalliga 1997 musste RWE schließlich 1998 den Weg in die Viertklassigkeit antreten. In der folgenden Zeit entging der Verein nur knapp der Insolvenz. Mit dem umstrittenen Investor und Vermarkter Michael Kölmel (Sportwelt, Kinowelt) gelang 1999 die finanzielle Konsolidierung, indem man Vermarktungsrechte an diesen abtrat, und man konnte sich nach dem Aufstieg wieder in der Regionalliga etablieren.
Im Juni 2001 entging der Verein nur knapp einem erneuten Lizenzentzug, weil Kölmel die vom DFB verlangte Bürgschaft nicht stellen konnte. Ein vom damaligen Oberbürgermeister Wolfgang Reiniger angeführtes Konsortium unter Federführung der RWE AG sprang wenige Stunden vor Ablauf der Frist ein. Schließlich folgte 2004 der langersehnte Wiederaufstieg in die Zweite Liga, dem jedoch nach einer enttäuschend verlaufenen Saison 2004/05 ohne Auswärtssieg der sofortige Wiederabstieg in die Regionalliga Nord folgte.
Mit einer neuen sportlichen Leitung (Cheftrainer Uwe Neuhaus und Sportdirektor Olaf Janßen) und einer fast komplett neu zusammengestellten Mannschaft gelang in der Saison 2005/06 der sofortige Wiederaufstieg in die 2. Bundesliga. Allerdings musste RWE mit dem im Winter 2006 verpflichteten Trainer Lorenz-Günther Köstner erneut den Weg in die Regionalliga antreten. Am letzten Spieltag besiegelte eine 0:3-Niederlage in Duisburg den Abstieg, nachdem man mit Auswärtssiegen beim späteren Aufsteiger Karlsruher SC und der SpVgg Greuther Fürth zwar eine beachtliche Auswärtsbilanz in der Rückrunde erzielt hatte, jedoch insgesamt nur ein Heimspiel (5:0 gegen den 1. FC Köln) in der Rückrunde gewonnen und zu häufig entscheidende Gegentore in den letzten Spielminuten eingefangen hatte.
Im Jahr darauf musste RWE erneut einen schweren Rückschlag verkraften. Durch eine überraschende 0:1-Heimniederlage gegen den bereits abgestiegenen VfB Lübeck am letzten Spieltag gaben die Essener die Qualifikation für die neue 3. Liga noch aus der Hand und mussten also weiterhin in der fortan viertklassigen Regionalliga West antreten. Als Konsequenz aus der sportlichen und demnach auch wirtschaftlichen Talfahrt trat Präsident Rolf Hempelmann, der seinen Verbleib im Verein stets eng mit der Verwirklichung des Stadionneubaus verknüpft hatte, im Juni 2008 nach zehn Jahren Amtszeit zurück.
Mit einem Fünfjahresplan wollte Thomas Strunz RWE in die 2. Bundesliga zurückführen. Nach der Niederlage im Regionalligaspiel gegen die zweite Mannschaft des 1. FC Köln (0:2) gab die Vereinsführung am 11. September 2009 bekannt, dass Rot-Weiss Essen sich mit sofortiger Wirkung vom Geschäftsführer Sport und Teamchef Thomas Strunz trennt. Bis zum Saisonende übernahmen die beiden Co-Trainer Uwe Erkenbrecher und Ralf Außem die Trainingsleitung des Regionalligateams.
Der Vereinsvorstand sah sich am 4. Juni 2010 gezwungen, beim Amtsgericht Essen einen Insolvenzantrag zu stellen. Zur Aufrechterhaltung des Spielbetriebs fehlten über zwei Millionen Euro. Die für die NRW-Liga erforderlichen Unterlagen reichte man am 28. Juni 2010 beim für die Lizenzierung zuständigen Westdeutschen Fußball- und Leichtathletikverband (WFLV) ein.

### Ein Jahr NRW-Liga und Pokal-Viertelfinale (2010–2021)
Am 1. Oktober 2010 wurde Michael Welling zum Vorstand des Vereins berufen.
Am 15. Juli 2010 wurde RWE vom WFLV die Spielberechtigung für die NRW-Liga-Saison 2010/11 erteilt. Diese gestaltete die neu zusammengestellte Mannschaft jedoch äußerst erfolgreich. Sie konnte bereits am 28. Spieltag durch einen 2:1-Sieg bei den Sportfreunden Siegen die Rückkehr in die Regionalliga perfekt machen. Vier Wochen später sicherten sich die Rot-Weissen mit einem 1:1-Unentschieden gegen Alemannia Aachen II die Meisterschaft. Am 26. Mai holte die Mannschaft mit einem 1:0-Sieg gegen SSVg Velbert den Niederrheinpokal und sicherte sich damit den Einzug in die erste Hauptrunde des DFB-Pokals. Am 17. Mai 2011 stimmten die Gläubiger von Rot-Weiss Essen in einer vom Amtsgericht Essen einberufenen Gläubigerversammlung dem Insolvenzplan des Insolvenzverwalters zu. Das Verfahren wurde am 28. Juni 2011 offiziell mit Wirkung zum 30. Juni 2011 aufgehoben. Seit dem 1. Juli ist der Verein schuldenfrei und trägt wieder allein die wirtschaftliche Verantwortung. Die Gläubiger bekamen zwischen 6 und 13 % ihrer Forderungen ausbezahlt.
Die Saison 2011/12 begann für Essen mit einem Überraschungserfolg im DFB-Pokal, als der Klub den Zweitligisten 1. FC Union Berlin mit 6:5 nach Elfmeterschießen bezwang. 2012 qualifizierte sich RWE als Sieger des Niederrheinpokals erneut für die erste Hauptrunde des DFB-Pokal 2012/13, in der man erneut auf den Zweitligisten 1. FC Union Berlin traf, aber mit 0:1 n. V. ausschied. Am 18. Mai 2012 wurde bekannt, dass drei Spieler von Rot-Weiss Essen beim Heimspiel gegen Borussia Dortmund II (0:4) gegen ihren eigenen Verein gewettet hatten. Einen Tag später, vor dem letzten Spiel der Saison, bekannten sich die Spieler dazu und veröffentlichten ein Entschuldigungsschreiben. Sie wurden umgehend vom Spiel- und Trainingsbetrieb suspendiert. 2013 wurde in Zusammenarbeit mit der Prof.-Dr.-Eggers-Stiftung eine dritte Mannschaft des Vereines gegründet, die an der Kreisliga C teilnimmt.
Im Dezember 2013 wurde bekannt, dass RWE auf der Suche nach einem Vorstandsmitglied mit sportlicher Kompetenz ist, um im Vorstand eine Doppelspitze zu bilden. Anfang Januar verkündete der Verein, dass Uwe Harttgen als Sportvorstand zum 1. Februar 2014 seine Arbeit aufnimmt. Mit ihm erhoffte sich der Verein mehr sportliche Professionalität, um den Weg in Richtung 3. Liga zu ebnen. Als erste große Amtshandlung beurlaubte der neue Sportvorstand am 17. März 2014, nach einem 4:0-Sieg beim Tabellenletzten SSVg Velbert, Cheftrainer Waldemar Wrobel. Er war zu diesem Zeitpunkt mit über dreieinhalb Jahren der dienstälteste Cheftrainer in den letzten 60 Jahren. Am nächsten Tag wurde auf einer Pressekonferenz der neue Cheftrainer Marc Fascher vorgestellt. Dieser verlor zunächst das Niederrheinpokal-Halbfinale gegen den MSV Duisburg vor ausverkauftem Haus nach Elfmeterschießen, womit die Mannschaft den DFB-Pokal verpasste, und erreichte zum Saisonende 2013/14 Platz 9 in der Regionalliga West. Bereits vor Saisonende wurde bekannt, dass die zweite Mannschaft, die in der Saison 2013/14 in der Oberliga Niederrhein spielte, vom Spielbetrieb abgemeldet wird. Im Sommer 2014 gründete Rot-Weiss Essen eine Frauenfußball-Abteilung mit zunächst einer Mannschaft. Nachdem Schwarz-Weiß Essen seine Frauen- und Mädchenabteilung im September abgemeldet hatte, nahm RWE auch dessen erste Mannschaft sowie die B- und C-Juniorinnen-Teams auf. Somit gibt es seit September 2014 erstmals offiziell Frauenfußball bei Rot-Weiss Essen.

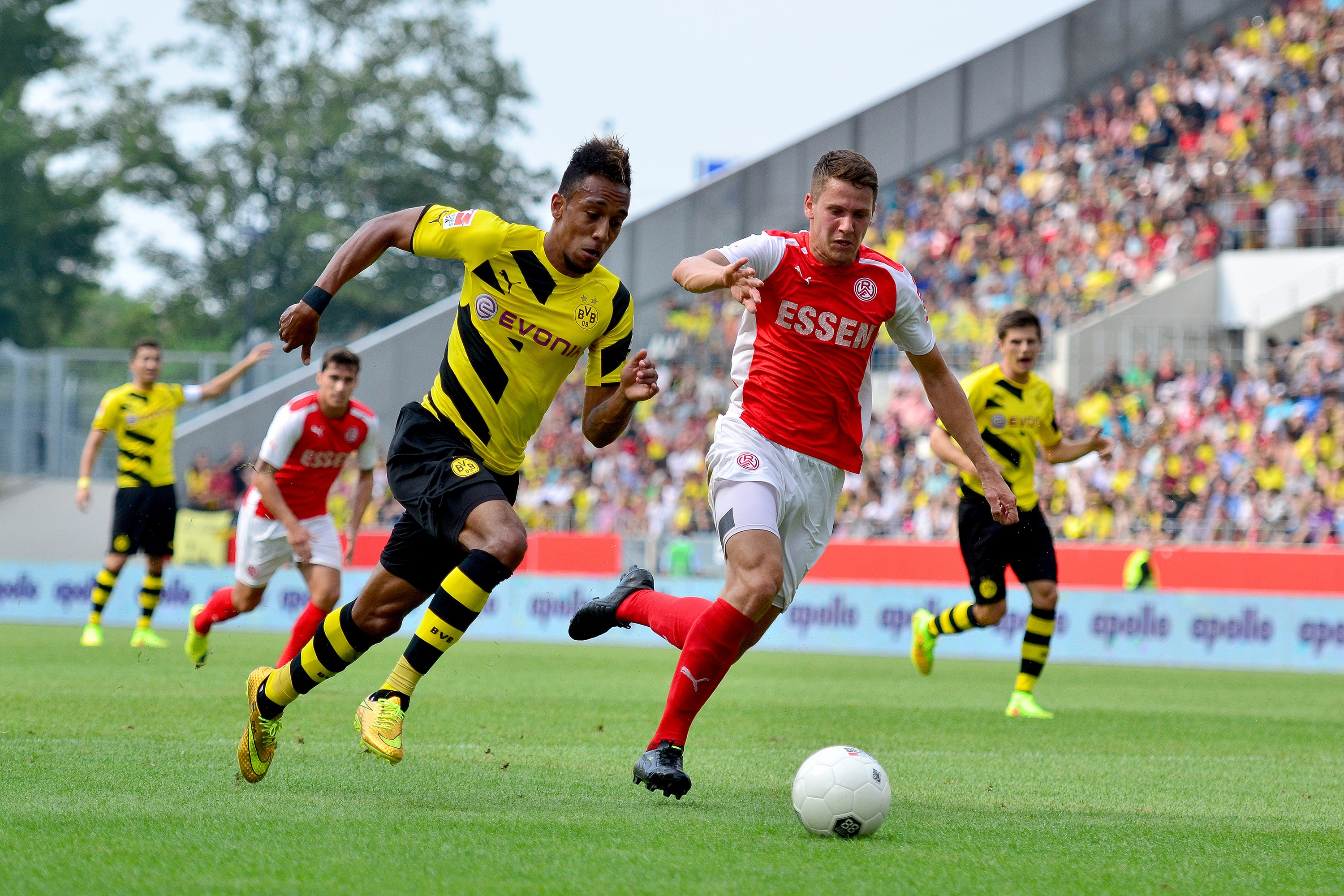
Vorbereitungsspiel auf die Saison 2014/15 gegen Borussia Dortmund

Zum Ende der Hinrunde der Saison 2014/15 war RWE Herbstmeister. Kurz vor Ende des Jahres wurde bekannt, dass nach dem ersten Spiel der Rückrunde am 6. Dezember 2014 gegen die Sportfreunde Lotte der Spieler Cebio Soukou positiv auf eine Substanz getestet worden war, die auf der Dopingliste stand. Auch die B-Probe fiel positiv aus. In der Gerichtsverhandlung vor der Spruchkammer des WFLV wurde Soukou am 29. Januar 2015 für fünf Monate gesperrt und RWE wurde der Punkt aus dem Spiel gegen Lotte (1:1) abgezogen. Im März 2015 wurde bekannt, dass Sportvorstand Harttgen ohne Einverständnis seines Vorstandskollegen Michael Welling und des Aufsichtsrats den Vertrag mit Cheftrainer Fascher verlängert hatte. Auf einer Pressekonferenz am 24. März 2015 gab der Verein die fristlose Kündigung von Harttgen bekannt mit der Begründung, dass dieser gegen seinen Arbeitsvertrag verstoßen und das Vertrauensverhältnis irreparabel zerstört habe. Eine Woche später wurden der Trainer und sein Co-Trainer Stefan Kühne beurlaubt.
Zur Saison 2015/16 wurde mit Jan Siewert ein junger Trainer verpflichtet, der bis dahin Co-Trainer der U-17 der deutschen U-17-Nationalmannschaft gewesen war. Dieser wurde jedoch am 2. April 2016 nach der Niederlage gegen den späteren Meister und Aufsteiger Sportfreunde Lotte und dem Abrutschen auf den 14. Tabellenplatz entlassen. RWE war sogar dem Abstieg nahe, den der Nachfolger Sven Demandt mit 13 Punkten aus den letzten 6 Saisonspielen verhindern konnte. Außerdem sicherte sich Rot-Weiss mit dem Gewinn des Niederrheinpokals im Finale gegen den Wuppertaler SV zum zweiten Mal hintereinander die Teilnahme am DFB-Pokal, indem man sich zu Beginn der Saison Fortuna Düsseldorf im Elfmeterschießen geschlagen geben musste. Mit einem Zuschauerschnitt von 7.349 stand RWE in der Zuschauer-Statistik sämtlicher deutscher Sportvereine der Fußballsaison 2015/16 auf Platz 53. Zudem war Rot-Weiss der Fußball-Regionalligist mit dem größten Zuspruch in Deutschland. In der Saison 2017/18 wurde Essen kurzzeitig vom Bayern-Regionalligisten und späteren Aufsteiger TSV 1860 München abgelöst, zu dessen Heimspielen durchschnittlich 12.465 Zuschauer erschienen.
In der ersten DFB-Hauptpokalrunde der Saison 2016/17 musste sich Rot-Weiss im heimischen Stadion dem Zweitligisten Arminia Bielefeld erst nach Elfmeterschießen mit 6:7 geschlagen geben. Am Ende der Regionalliga-Saison belegte die Demandt-Elf den fünften Tabellenplatz und konnte sich zum dritten Mal in Folge mit einem Sieg gegen den Wuppertaler SV für das Finale des Niederrheinpokals im heimischen Stadion Essen qualifizieren. Das Finale verloren sie allerdings gegen den damaligen Drittligisten MSV Duisburg. Da die Duisburger als Aufsteiger in die 2. Bundesliga bereits für den DFB-Pokal qualifiziert waren, nahmen die Essener den Startplatz an. In der Folgesaison traf Rot-Weiss in der ersten Runde des DFB-Pokals auf den Bundesligisten Borussia Mönchengladbach und verlor nach einer 1:0-Führung mit 1:2. In die Regionalliga-Saison startete die Mannschaft mit Platz 13 und 13 Punkten nach 11 Spieltagen eher dürftig, weshalb Cheftrainer Sven Demandt Anfang Oktober 2017 entlassen wurde. Nach zwei Niederlagen unter Co-Trainer Carsten Wolters verpflichtete der zur Vorsaison zum sportlichen Leiter aufgestiegene Jürgen Lucas Argirios Giannikis, der die Mannschaft auf den Abstiegsrängen übernahm. Nach erfolgreichen Spielen bis zur Winterpause wurde im Laufe der Vorbereitung auf die Restsaison nach der Winterpause Ende Januar 2018 bekannt, dass Giannikis seinen im Sommer auslaufenden Vertrag nicht verlängern und zum Drittligisten VfR Aalen wechseln wird. Ebenfalls im Oktober 2017 wurde bekannt, dass der langjährige Vorsitzende  Michael Welling, der den Verein in der Insolvenz 2010 übernommen hatte, nach 7 Jahren auf eigen Wunsch den Verein verlassen möchte. Er hatte Rot-Weiss Essen in den Jahren nach der Insolvenz auf ein solides finanzielles Fundament gestellt, der sportliche Durchbruch blieb allerdings auch in der 10. Saison unterhalb der 3. Liga aus. Das Amt des Vorsitzenden bei RWE übernahm nach einer Einarbeitung zum 1. November 2017 Marcus Uhlig.
Im Laufe der Rückrunde der Saison 2017/18 schaukelte sich die negative Stimmung gegenüber Giannikis und seinem feststehenden Abgang immer weiter hoch, sodass die Vereinsführung sich am 7. April nach der Heimniederlage gegen den SV Rödinghausen gezwungen sah, ihn von seinen Aufgaben zu entbinden. Karsten Neitzel übernahm das Traineramt der 1. Mannschaft 8 Spiele vor Saisonende. Den Gewinn des Niederrheinpokals in dieser Saison verpasste man mit einer Finalniederlage gegen Rot-Weiß Oberhausen knapp. Nach einem sehr erfolgreichen Start in die Folgesaison mit 5 Siegen aus den ersten 6 Spielen verschlug es die Rot-Weissen doch wieder ins Tabellenmittelfeld der Regionalliga-West, welche auf dem 8. Tabellenplatz abgeschlossen wurde. Kurz vor Ende der Winterpause gab der Verein bekannt, dass Jürgen Lucas nach 3 Spielzeiten als sportlicher Leiter und über 10 Jahren im Verein, im Sommer gehen würde. Am 17. April 2019 wurde mit Jörn Nowak, dem damaligen sportlichen Leiter von Rot-Weiß Oberhausen, der Nachfolger von Lucas zur neuen Saison vorgestellt. Im März 2019 wurde mit Sascha Peljhan, einem langjährigen RWE-Fan und ehemaligem Miteigentümer des Mode-Labels Naketano, ein strategischer Partner an den Verein gebunden, welcher einen Millionenbetrag zur Verfügung stellte, den Essen aber zunächst nicht in Anspruch nahm; im Laufe der COVID-19-Pandemie musste aber dann doch auf Teile davon zurückgegriffen werden.
In der Sommerpause 2019 wurde überraschenderweise die Zusammenarbeit mit Cheftrainer Karsten Neitzel, dessen Option auf eine Vertragsverlängerung seitens des Vereins nicht gezogen wurde, beendet. Mit Christian Titz wurde am 5. Juni 2019 ein Bundesliga-erfahrener Nachfolger vorgestellt. Die Saison 2019/20, die aufgrund der COVID-19-Pandemie im März 2020 nach dem 28. Spieltag vorzeitig abgebrochen werden musste, beendete man nach der Quotientenberechnung auf dem 3. Platz. Trotz eines Punkteschnitts von 2,28 Zählern pro Spiel musste Cheftrainer Titz nach der Saison wegen „interner Differenzen“ weichen. Am 1. Juli 2020 übernahm Christian Neidhart, der zuvor den SV Meppen aus der Regionalliga ins Mittelfeld der 3. Liga geführt hatte, das Amt des Cheftrainers anstelle von Titz. Mit dem amtierenden Torschützenkönig Simon Engelmann sowie Keeper Daniel Davari wurde das Team innerhalb der Liga verstärkt, später kamen neben weiteren Spielern noch Felix Weber und Isaiah Young hinzu, die bereits über Drittligaerfahrung verfügten. Bis zur Winterpause gelang es der Mannschaft unter Neidhart, kein einziges Spiel zu verlieren und die Hinserie auf dem 1. Platz zu beenden. Des Weiteren wurde das nachgeholte Finale im Niederrheinpokal 2019/20 gegen den 1. FC Kleve mit 3:1 gewonnen. Die Serie von 22 nicht verlorenen Ligaspielen (saisonübergreifend sogar 28) ging aber schließlich am 28. Spieltag nach einer 0:3-Auswärtsniederlage gegen Fortuna Düsseldorf II zu Ende.
Im DFB-Pokal 2020/21 erreichte Essen nach Siegen über die Erstligisten Arminia Bielefeld und Bayer 04 Leverkusen sowie den Zweitligisten Fortuna Düsseldorf das Viertelfinale, welches es aber letztendlich mit 0:3 gegen Holstein Kiel (ebenfalls aus der 2. Bundesliga) verlor. In der Meisterschaft lieferte man sich in dieser Spielzeit schließlich ein Kopf-an-Kopf-Rennen mit der zweiten Mannschaft von Borussia Dortmund um die Meisterschaft und den damit verbundenen Aufstieg. Am Ende reichte es trotz 90 Punkten nur zum zweiten Platz. Im Niederrheinpokal 2020/21 schied man im Halbfinale gegen Ligakonkurrent SV Straelen im Elfmeterschießen aus und nahm somit in der Folgesaison nach dem Viertelfinaleinzug nicht am DFB-Pokal teil.

### Aufstieg in die 3. Liga (seit 2021)
Nachdem Essen im Rennen um den Aufstieg in die 3. Fußball-Liga von Preußen Münster am 33. Spieltag überholt worden und drei Wochen später im Niederrheinpokal 2021/22 im Halbfinale mit 1:3 gegen den Wuppertaler SV ausgeschieden war, trennte man sich am 5. Mai zwei Spieltage vor Saisonende von Trainer Christian Neidhart und Sportdirektor Jörn Nowak übernahm interimsweise. Am folgenden Spieltag konnte die Tabellenspitze wieder übernommen werden und am 14. Mai gelang der Aufstieg in die 3. Liga und somit die Rückkehr in den professionellen Fußball. In der Liga konnte das Team unter dem neuen Trainer Christoph Dabrowski den 15. Platz erreichen und damit die Klasse halten. Durch den Sieg im Endspiel des Niederrheinpokals nahm man auch in der Spielzeit 2023/24 wieder am DFB-Pokal teil. Hier schied Essen aber schon in der 1. Hauptrunde gegen den Hamburger SV mit 3:4 nach Verlängerung aus.

## Sportliche Erfolge

### Meisterschaften
- Deutscher Meister: 1955
- Westdeutscher Meister: 1952, 1955
- Meister der Regionalliga West (2. Liga): 1973
- Meister der Oberliga Nordrhein (3. Liga): 1985, 1986, 1993
- Meister der Regionalliga Nord (3. Liga): 2004, 2006
- Meister der Regionalliga West (4. Liga): 2022
- Deutscher Amateurmeister: 1992
- Meister der Oberliga Nordrhein (4. Liga): 1999
- Meister der NRW-Liga (5. Liga): 2011

### Pokalwettbewerbe
- DFB-Pokalsieger: 1953
- DFB-Pokalfinalist: 1994
- Westdeutscher Pokalsieger: 1952, 1973
- Niederrheinpokalsieger: 1995, 2002, 2004, 2008, 2011, 2012, 2015, 2016, 2020, 2023, 2024, 2025

### Sonstige Erfolge
- Rang 2 in der Ewigen Tabelle der Fußball-Regionalligen

## Personen

### Kader Saison 2025/26
- Stand: 31. Juli 2025[34]

| Nr.          | Nat.        | Spieler                     | Geburtsdatum       | bei RWE seit | letzter Verein            |
| Tor          | Tor         | Tor                         | Tor                | Tor          | Tor                       |
| ------------ | ----------- | --------------------------- | ------------------ | ------------ | ------------------------- |
| 01           | Deutschland | Jakob Golz                  | 16. August 1998    | 2019         | Hamburger SV II           |
| 25           | Deutschland | Malte Brüning               | 18. März 2004      | 2025         | SV Eintracht Trier        |
| 35           | Deutschland | Felix Wienand               | 27. Juni 2002      | 2022         | FC Schalke 04 II          |
| Verteidigung |             |                             |                    |              |                           |
| 02           | Polen       | Michael Kostka              | 13. Dezember 2003  | 2025         | Miedź Legnica             |
| 04           | Deutschland | Michael Schultz             | 30. Mai 1993       | 2024         | Viktoria Köln             |
| 14           | Deutschland | Lucas Brumme                | 25. September 1999 | 2023         | SV Wehen Wiesbaden        |
| 17           | Deutschland | Ekin Çelebi                 | 6. Juni 2000       | 2023         | Hannover 96               |
| 19           | Frankreich  | Franci Bouebari             | 12. September 2003 | 2025         | SC Freiburg II            |
| 23           | Deutschland | José-Enrique Ríos Alonso    | 13. August 2000    | 2021         | VfB Stuttgart II          |
| 33           | Deutschland | Tobias Kraulich             | 24. März 1999      | 2024         | Dynamo Dresden            |
| 37           | Deutschland | Jannik Hofmann              | 28. Februar 2002   | 2025         | 1. FC Nürnberg            |
| 38           | Deutschland | Nico Schulte-KellinghausU19 | 26. Juli 2007      | 2021         | SpVg Schonnebeck [Jugend] |
| Mittelfeld   |             |                             |                    |              |                           |
| 06           | Turkei      | Ahmet Arslan                | 30. März 1994      | 2024         | 1. FC Magdeburg           |
| 08           | Albanien    | Klaus Gjasula               | 14. Dezember 1989  | 2025         | SV Darmstadt 98           |
| 18           | Deutschland | Nils Kaiser                 | 3. Februar 2002    | 2020         | SC Wiedenbrück            |
| 26           | Deutschland | Torben Müsel                | 25. Juli 1999      | 2023         | Borussia Mönchengladbach  |
| 28           | Frankreich  | Tom Moustier                | 2. Mai 2002        | 2024         | Hannover 96 II            |
| 32           | Deutschland | Luca Bazzoli                | 1. November 2000   | 2025         | Preußen Münster           |
| 39           | Deutschland | Gianluca Swajkowski         | 5. April 2005      | 2019         | FC Schalke 04 [Jugend]    |
| Sturm        |             |                             |                    |              |                           |
| 07           | Niederlande | Ramien Safi                 | 17. Oktober 1999   | 2024         | SV Rödinghausen           |
| 09           | Slowenien   | Jaka Čuber Potočnik         | 17. Juni 2005      | 2025         | 1. FC Köln                |
| 10           | Deutschland | Marvin Obuz                 | 25. Januar 2002    | 2024         | 1. FC Köln                |
| 11           | Kroatien    | Dominik Martinović          | 25. März 1997      | 2025         | NK Slaven Belupo          |
| 20           | Deutschland | Marek Janssen               | 15. April 1997     | 2025         | SV Meppen                 |
| 21           | Kosovo      | Dion Berisha                | 9. Mai 2003        | 2024         | FC Bayern München II      |
| 24           | Japan       | Kaito Mizuta                | 8. April 2000      | 2025         | Arminia Bielefeld         |
| 30           | Deutschland | Kelsey Owusu                | 19. Juni 2004      | 2024         | FC Schalke 04 II          |

- unter Vertrag, aber nicht im Kader: Jimmy Kaparos

### Transfers der Saison 2025/26
- Stand: 9. Juli 2025

| Zugänge | Abgänge |
| Sommer 2025 | Sommer 2025 |
| --- | --- |
| - Luca Bazzoli (Preußen Münster) - Dion Berisha (SGV Freiberg; Leihende) - Franci Bouebari (SC Freiburg II; Leihe) - Malte Brüning (SV Eintracht Trier) - Jaka Čuber Potočnik (1. FC Köln; Leihe) - Jannik Hofmann (1. FC Nürnberg; Leihe) - Marek Janssen (SV Meppen) - Michael Kostka (Miedź Legnica) - Marvin Obuz (1. FC Köln) | - Joseph Boyamba (Borussia Dortmund II) - Moussa Doumbouya (Sportfreunde Lotte) - Thomas Eisfeld (Vertragsende; Ziel unbekannt) - Julian Eitschberger (Hertha BSC; Leihende) - Mustafa Kourouma (Rot-Weiß Oberhausen) - Ole Springer (Vertragsende; Ziel unbekannt) - Eric Voufack (Vertragsende; Ziel unbekannt) - Matti Wagner (SpVgg Greuther Fürth; Leihende) - Manuel Wintzheimer (1. FC Nürnberg; Leihende) |

### Trainerstab
- Stand: 1. Juli 2025[34]

| Nat.        | Name             | Funktion        |
| Trainerstab | Trainerstab      | Trainerstab     |
| ----------- | ---------------- | --------------- |
| Deutschland | Uwe Koschinat    | Cheftrainer     |
| Deutschland | Paul Freier      | Co-Trainer      |
| Deutschland | Dominik Ernst    | Co-Trainer      |
| Deutschland | Manuel Lenz      | Torwarttrainer  |
| Deutschland | Aaron Beißwenger | Videoanalytiker |
| Deutschland | Tobias Schmidt   | Athletiktrainer |

### Trainer nach dem Zweiten Weltkrieg
Eine chronologische Übersicht über alle Trainer des Vereins seit dem Zweiten Weltkrieg.
| Amtszeit         | Trainer              |
| ---------------- | -------------------- |
| abbis .0006.1949 | Raymond Schwab       |
| abbis .0006.1954 | Karl Hohmann         |
| abbis .0006.1956 | Fritz Szepan         |
| abbis .0006.1957 | Elek Schwartz        |
| abbis .0006.1959 | Raymond Schwab       |
| abbis .0006.1961 | Willi Multhaup       |
| bisab .0007.1961 | Günter Hentschke     |
| abbis .0006.1963 | Waldemar Brockmann   |
| abbis .0006.1965 | Fred Harthaus        |
| abbis .0006.1967 | Fritz Pliska         |
| abbis .0006.1968 | Erich Ribbeck        |
| abbis .0003.1969 | Kuno Klötzer         |
| abbis .0006.1969 | Willi Vordenbäumen   |
| abbis .0005.1971 | Herbert Burdenski    |
| abbis .0011.1971 | Willi Vordenbäumen   |
| abbis .0006.1972 | János Bédl           |
| abbis .0009.1973 | Horst Witzler        |
| abbis .0006.1975 | Diethelm Ferner      |
| abbis .0009.1976 | Ivica Horvat         |
| abbis .0001.1978 | Hermann Erlhoff      |
| abbis .0006.1978 | Klaus Quinkert       |
| abbis .0006.1979 | Diethelm Ferner      |
| abbis .0006.1981 | Rolf Schafstall      |
| abbis .0001.1983 | Aleksander Mandziara |

| Amtszeit         | Trainer           |
| ---------------- | ----------------- |
| abbis .0010.1983 | Rolf Bock         |
| abbis .0001.1984 | János Bédl        |
| abbis .0002.1984 | Burkhard Schacht  |
| abbis .0006.1984 | Siegfried Melzig  |
| abbis .0006.1986 | Dieter Tartemann  |
| abbis .0009.1987 | Horst Hrubesch    |
| abbis .0011.1987 | Peter Neururer    |
| abbis .0012.1987 | Horst Franz       |
| abbis .0011.1988 | Lothar Buchmann   |
| abbis .0012.1988 | Siegfried Melzig  |
| abbis .0006.1989 | Hans-Günter Neues |
| abbis .0006.1991 | Hans-Werner Moors |
| abbis .0012.1993 | Jürgen Röber      |
| abbis .0005.1995 | Wolfgang Frank    |
| abbis .0003.1997 | Rudi Gores        |
| abbis .0004.1998 | Dieter Brei       |
| abbis .0006.1998 | Willi Lippens     |
| abbis .0004.1999 | Dieter Tartemann  |
| abbis .0006.1999 | Klaus Berge       |
| abbis .0010.1999 | Fritz Fuchs       |
| abbis .0003.2001 | Klaus Berge       |
| abbis .0006.2001 | Frank Kurth       |
| abbis 25.08.2003 | Harry Pleß        |
| abbis 21.09.2003 | Holger Fach       |

| Amtszeit         | Trainer                         |
| ---------------- | ------------------------------- |
| abbis 23.04.2005 | Jürgen Gelsdorf                 |
| abbis 08.11.2006 | Uwe Neuhaus                     |
| abbis 17.11.2006 | Olaf Janßen (Interimstrainer)   |
| abbis 21.05.2007 | Lorenz-Günther Köstner          |
| abbis 23.03.2008 | Heiko Bonan                     |
| abbis 01.04.2009 | Michael Kulm                    |
| abbis 06.05.2009 | Ernst Middendorp                |
| abbis 30.06.2009 | Thomas Strunz (Interimstrainer) |
| abbis 11.09.2009 | Thomas Strunz (Teamchef)        |
| abbis 30.09.2010 | Uwe Erkenbrecher und Ralf Außem |
| abbis 17.03.2014 | Waldemar Wrobel                 |
| abbis 31.03.2015 | Marc Fascher                    |
| abbis 18.04.2015 | Markus Reiter und Jürgen Lucas  |
| abbis 14.06.2015 | Markus Reiter (Interimstrainer) |
| abbis 02.04.2016 | Jan Siewert                     |
| abbis 05.04.2016 | Jürgen Lucas (Interimstrainer)  |
| abbis 01.10.2017 | Sven Demandt                    |
| abbis 07.04.2018 | Argirios Giannikis              |
| abbis 04.06.2019 | Karsten Neitzel                 |
| abbis 17.06.2020 | Christian Titz                  |
| abbis 05.05.2022 | Christian Neidhart              |
| abbis 30.06.2022 | Jörn Nowak (Interimstrainer)    |
| abbis 09.12.2024 | Christoph Dabrowski             |
| 00ab 15.12.2024  | Uwe Koschinat                   |

### Präsidenten
Eine chronologische Übersicht über alle Präsidenten des Vereins seit Gründung.
| Amtszeit   | Präsident         |
| ---------- | ----------------- |
| 1913–1914  | Wilhelm Schindler |
| –          | –                 |
| 1918–1919  | Bernhard Böckling |
| 1920–1921  | Eugen Winneken    |
| 1921–1923  | Bernhard Böckling |
| 1923–1925  | Theodor Schneider |
| bisab 1925 | Felix Winneken    |
| abbis 1930 | Hubert Schürmann  |
| 1930–1945  | Gustav Klar       |
| 1945–1960  | Max Wagner        |

| Amtszeit  | Präsident           |
| --------- | ------------------- |
| 1960–1963 | Hermann Rödiger     |
| 1963–1971 | Ernst Ruhkamp       |
| 1971–1972 | Georg von Wick      |
| 1972      | Kurt Roetger        |
| 1972–1976 | Will Naunheim       |
| 1976–1980 | Heinz Schwerdtfeger |
| 1980–1982 | Wilhelm Lüke        |
| 1982–1987 | Rolf Neuhaus        |
| 1988–1992 | Anton „Toni“ Döbbe  |
| 1993–1994 | Manfred Himmelreich |

| Amtszeit  | Präsident                        |
| --------- | -------------------------------- |
| 1994–1997 | Wilfried Schenk                  |
| 2007      | Stefan Meutsch (Geschäftsführer) |
| 1998–2008 | Rolf Hempelmann                  |
| 2009      | Stefan Meutsch (Geschäftsführer) |
| 2009      | Thomas Hermes (Geschäftsführer)  |
| 2010      | Kai Stütz (Geschäftsführer)      |
| 2010–2018 | Michael Welling (Vorstand)       |
| 2018–2024 | Marcus Uhlig (Vorstand)          |
| seit 2024 | Marc-Nicolai Pfeifer (Vorstand)  |

### Bekannte ehemalige Spieler
- Volker Abramczik
- Heiner Backhaus
- Mario Basler
- Dieter Bast
- Heinz Blasey
- Fred-Werner Bockholt
- Manfred Burgsmüller
- Dirk Caspers
- Hans Dörre
- Simon Engelmann
- Diethelm Ferner
- Günter Fürhoff
- Bjarne Goldbæk
- August Gottschalk
- Heinz-Dieter Hasebrink
- Dirk Helmig
- Matthias Herget
- Fritz Herkenrath
- Heinz Hornig
- Horst Hrubesch
- Franz Islacker
- Thomas Kläsener
- Dietmar Klinger
- Frank Kurth
- Willi Landgraf
- Arie van Lent
- Kurt Linder
- Willi „Ente“ Lippens
- Werner Lorant
- Frank Mill
- Sascha Mölders
- Norbert Nigbur
- Mesut Özil
- Helmut Rahn
- Wolfgang Rausch
- Ralf Regenbogen
- Otto Rehhagel
- Jürgen Röber
- Alois Schwartz
- Heinz Stauvermann
- Moritz Stoppelkamp
- Jörg Strube
- Krisztián Szollár
- Alexander Thamm
- Florian Thorwart
- Willi Vordenbäumen
- Jürgen Wegmann
- Christian Wetklo
- Heinz Wewers
- Clemens Wientjes
- André Wiwerink
- Sascha Wolf
- Robert Wulnikowski
- Karim Zaza

#### Die meisten Spiele (Liga und End-/Aufstiegsrunden)
- Willi Lippens 434 Spiele (1965–1976, 1979–1981)
- Heinz Wewers 371 Spiele (1949–1962)
- Frank Kurth 358 Spiele (1985–1994, 1996–2000)
- Dirk Helmig 342 Spiele (1983–1991, 1994–1999)
- Dirk Pusch 335 Spiele (1981–1991)
- Dieter Bast 328 Spiele (1970–1977, 1986–1989)
- Herbert Weinberg 305 Spiele (1961–1973)
- Werner Kik 293 Spiele (1960–1970)
- Günter Fürhoff 290 Spiele (1968–1978)
- Fritz Herkenrath 276 Spiele (1952–1962)
- Kevin Grund 276 Spiele (2011–2021)

#### Die meisten Tore (Liga und End-/Aufstiegsrunden)
- Willi Lippens 233 Tore (1965–1976, 1979–1981)
- Franz Islacker 110 Tore (1952–1961)
- August Gottschalk 99 Tore (1939–1955, nur Tore ab 1948)
- Helmut Rahn 94 Tore (1951–1959)
- Frank Mill 89 Tore (1976–1981)
- Dirk Helmig 86 Tore (1983–1991, 1994–1999)
- Horst Hrubesch 80 Tore (1975–1978)
- Günter Fürhoff 72 Tore (1968–1978)
- Marcel Platzek 71 Tore (2013–2021)
- Heinz-Dieter Hasebrink 69 Tore (1960–1967)
- Dieter Bast 63 Tore (1970–1977, 1986–1989)

## Zweite und dritte Mannschaft
Die zweite Mannschaft, die als Verbindungsglied zwischen der ersten Mannschaft und der U19 fungierte, wurde nach Ende der Oberligasaison 2013/14 vom Spielbetrieb abgemeldet. Sie beendete die Saison auf Platz zwölf von 20 Mannschaften. Zur Spielzeit 2019/20 wurde die Zwote reaktiviert und startete in der Kreisliga C. Verantwortlich für das Projekt ist Aufsichtsratsmitglied Frank Kurth. In der ersten Saison gelang der Aufstieg in die Kreisliga B. 2024 gelang der Aufstieg in die Kreisliga A und ein Jahr später folgte der nächste Aufstieg der zweiten Mannschaft in die Bezirksliga.
Neben der zweiten Mannschaft besaß Rot-Weiss Essen seit 2013 eine dritte Herrenmannschaft. Diese spielte in der Saison 2021/22 in der Kreisliga C Essen. Der Kader dieser Mannschaft setzte sich aus Fußballspielern mit individuellen Schwierigkeiten aus dem Umfeld sozialer Träger zusammen. Die Mannschaft sollte helfen, Freude an Sport und Bewegung zu fördern und die Spieler auf ihrem Weg in gesellschaftliche Aktivitäten und ins Berufsleben positiv zu unterstützen. 2025 zog der Verein die dritte Mannschaft vom Spielbetrieb zurück. Die Spieler wechselten größtenteils zum C-Kreisligisten Atletico Essen.

## Vereinslieder
Das wichtigste Vereinslied von Rot-Weiss Essen heißt Adiole. Es ist ein Lied der schwedischen Schlagersängerin Siw Malmquist aus dem Jahr 1970, welches seinerzeit bei den Bundesliga-Heimspielen im Stadion gespielt wurde. Bereits nach kurzer Zeit hatten die Fans das Lied zu „ihrem“ Lied erkoren und es wurde vor dem Anpfiff gefordert: „Wir wollen unsere Platte“. Anstatt des Refrains „Adiole“ wurde dann von ihnen „Oh, RWE“ gesungen. Nach einigen Jahren mit wechselnden Einlaufmelodien und auch Torjingles hielt Adiole Ende der 1990er-Jahre erneut Einzug. Das Lied wurde von der Sängerin des Originals auch mit dem „neuen“ Text gecovert.
Opa Luscheskowski ist ebenfalls recht beliebt, insbesondere bei jüngeren Stadiongängern. Es besteht aus vier Strophen, die mit dem Refrain „Wir werden Essen nie vergessen, wir sind die Fans von Rot-Weiss Essen, ob lebendig oder tot, wir lieben Rot-Weiss-Rot“ unterbrochen werden.
Ende der 1990er-Jahre kamen die Hymnen 100 Jahre RWE sowie  An der Hafenstraße, RWE von Frank „Mono“ Malz hinzu.
Als Torjingle dient seit vielen Jahren der Abzählreim aus der ehemaligen Kindersendung Rappelkiste „Ene mene miste, es rappelt in der Kiste …“, gefolgt von „Adiole“.
Zum festen Ritual vor Heimspielen gehört das Steigerlied, in Anlehnung an die Bergbaugeschichte des Vereins und die Kultur des Ruhrgebietes.
„Wer ist der Schreck vom Niederrhein?“ wurde Schlachtruf von Lothar Dohr. Er war erst 15 Jahre alt, als er beim Spiel gegen Bayern München am 23. November 1974 (Endstand 2:2) auf einen Wellenbrecher stieg und den Fans einheizte. Als Antwort bekam er „Nur der RWE“. Inzwischen ist Lothar Dohr Fanbeauftragter.

## Fans

### Fanfreundschaften
In den 1970er Jahren entstand die Fanfreundschaft zum benachbarten Revierclub Borussia Dortmund. Vor allem wurde diese von der gemeinsamen Abneigung zum Nachbarn FC Schalke 04 geprägt. Diese teils intensive Freundschaft endete aber teilweise wieder, als es bei einem Pflichtspiel (DFB-Pokal 1982/83) massive Ausschreitungen gab. Bereits lange vor dem DFB-Pokal-Finale 1994 gegen Werder Bremen (1:3) entstand die sehr intensive Fanfreundschaft zwischen den Vereinen. Vor allen Dingen pflegen die Ultras Essen und Wanderers Bremen sowie viele weitere Fanclubs beider Vereine die Freundschaft. Am 2. Mai 2009 feierten die Anhänger gemeinsam das 25-jährige Bestehen in Essen. Mit gegenseitigen Besuchen von Spielen gelingt es ihnen, den hohen Ligaunterschied auszugleichen.
Derzeit entsteht eine Fanfreundschaft mit einer Ultra-Gruppe des österreichischen Vereins FK Austria Wien, den Viola Fanatics 2001. Diese hielten beim Spiel gegen SV Mattersburg am 26. Februar 2010 ein Transparent mit der Aufschrift „Kulturhauptstadt 2010 – Stadionneubau jetzt!“ hoch. Ein paar Wochen später reisten 20 Ultra-Anhänger von Wien nach Essen zum Spiel und um die am Tag danach stattfindende Fan-Demo zu unterstützen. Einige Fangruppen pflegen eine Freundschaft mit Anhängern des Chemnitzer FC, andere mit denen von Kickers Offenbach. Die Vandalz pflegen zudem die Freundschaft zu der Kölner Gruppe „Revolte 0221“.

### Fanrivalitäten
Die größte Abneigung besteht zum Nachbarn FC Schalke 04 aus der 2. Fußball-Bundesliga (10 km Luftlinie zwischen den beiden Stadien); diese Feindschaft beruht zum Teil auf Gegenseitigkeit, auch wenn dies durch den Ligenunterschied aus Gelsenkirchener Sicht unverhältnismäßig erscheint. Dennoch verfolgten in der Regionalliga-Saison 2008/09 in der Veltins-Arena 16.495 Zuschauer das Spiel gegen die Zweitmannschaft des FC Schalke 04. Neben der räumlichen Nähe ist auch der Abstieg der Essener aus der Bundesliga in der Saison 1970/71 für diese Rivalität verantwortlich. Die Schalker waren am Bundesliga-Skandal aktiv beteiligt, indem sie 1971 ein Spiel gegen Bielefeld absichtlich verloren hatten. Ohne die Manipulation dieses und weiterer Spiele anderer Vereine hätte RWE trotz des schlechten sportlichen Abschneidens die Klasse halten können.
Eine weitere Fangegnerschaft existiert zum MSV Duisburg, der gemeinsam mit RWE in der 1. und 2. Bundesliga gespielt hatte und dessen Stadion mit 15 Kilometern Luftlinie ebenfalls sehr nah liegt. 2007 wurde dies erneut sichtbar, als am letzten Spieltag in Duisburg die Zebras gewannen und in die Bundesliga aufstiegen, während die Essener wegen der verlorengegangenen Punkte in die Regionalliga abstiegen.
Für besonderes Aufsehen sorgte das Finale des Niederrheinpokals 2025, bei dem es zu einem tragischen Todesfall kam. Während die Duisburger Zuschauer aufgrund der Reanimationsversuche zum großen Teil ihren Support einstellten, taten die Essener Fans dies jedoch nicht. Dabei sorgte die Aussage des RWE-Pressesprechers Henrik Lerch, „[…] wenn der Fan verstorben wäre, dann hätten wir selbstverständlich den Support eingestellt“, für Irritationen. In einem am selben Abend veröffentlichten Statement auf X behauptet der Verein, „während des gesamten Spiels in engem Austausch mit dem Fußballverband Niederrhein“ gestanden zu haben und „entsprechende Hinweise zur Lage sehr ernst genommen“ zu haben. Am nächsten Tag bekundete der Verein seine Anteilnahme und drückte sein aufrichtiges Beileid aus.
Weitere Rivalitäten gibt es zu anderen Vereinen aus der Region wie Alemannia Aachen, Rot-Weiß Oberhausen, dem Wuppertaler SV, Fortuna Düsseldorf und Preußen Münster. Naheliegend ist die Abneigung zum Hamburger SV, da die Essener mit den Bremern befreundet und diese mit den Hamburgern „verfeindet“ sind.
Es gibt seit vielen Jahren Probleme in der Fanszene. Es kommt in und vor den jeweiligen Stadien zu Ausschreitungen. Der jeweilige Auslöser liegt nicht immer bei einer Partei, meist geht es um Banalitäten. Bei diesen Konflikten kommen immer wieder illegale Feuerwerkskörper und Körperverletzungen vor. Dieses Verhalten zwingt die Polizei zu Großaufgeboten und zum Einschreiten, um die Bevölkerung und Unbeteiligte zu schützen.
Zu Schwarz-Weiß Essen herrscht zwar keine „Feindschaft“, jedoch handelt es sich hier um die historisch gewachsene Rivalität zwischen dem Traditionsverein aus dem vornehmen Essener Süden und dem ehemaligen „Arbeiterverein“ Rot-Weiss Essen aus dem Norden der Stadt. Belastet wurde das Verhältnis zwischen beiden Vereinen durch einen Streit um die Einnahmen aus einem Pokalspiel.

### Sexismus bei Drittligapartie
Bei der Drittliga-Partie des SC Verl gegen Rot-Weiss Essen am 28. März 2025 in der Sportclub Arena wurde die Schiedsrichterin Fabienne Michel minutenlang mit diffamierenden Gesängen der RWE-Fans sexistisch beleidigt. Die Beleidigungen begannen, nachdem sie einem Essener Spieler versehentlich im Weg gestanden hatte und Verl daraufhin traf. Nach aktuellen Regeln gelten Schiedsrichter bei Ballberührung nicht mehr als „Luft“, wohl aber bei Kontakt mit Spielern. Michel pfiff die Situation folgerichtig nicht ab. Der Spieler Klaus Gjasula beschwerte sich daraufhin bei Michel und bekam eine Gelbe Karte. Neben „Schieber, Schieber“-Rufen fielen weitere schwere Beleidigungen sexuellen Inhalts bis hin zur Aufforderung zu sexuellem Missbrauch. Am Spieltag erfolgte noch keine Reaktion. Erst nach Recherchen der Sportschau leitete der DFB Ermittlungen gegen die Essener Fans ein. Am 15. Mai 2025 wurde das Strafmaß von 20.000 Euro vom DFB festgesetzt.

## Saisonübersichten
| Saison    | Liga                                       | Platz | Punkte | S-U-N    | Tore   | Zuschauer | Bester Torschütze                      |
| --------- | ------------------------------------------ | ----- | ------ | -------- | ------ | --------- | -------------------------------------- |
| 1922/24   | Kreisliga Essen (2)                        | 03.   | 32:20  | –        | 63:47  | –         | –                                      |
| 1924/26   | 2. Bezirksliga Essen (2)                   | 04.   | 29:23  | –        | 72:63  | –         | –                                      |
| 1926/27   | 2. Bezirksklasse Essen (2)                 | 01.   | 21:7   | 9-3-2    | 51:22  | –         | –                                      |
| 1927/28   | 2. Bezirksklasse Essen (2)                 | 02.   | 20:8   | 8-4-2    | 22:19  | –         | –                                      |
| 1928/29   | 2. Bezirksklasse Essen (2)                 | 01.   | 24:4   | 10-4-0   | 63:30  | –         | –                                      |
| 1929/30   | 1. Bezirksklasse E-GE (2)                  | 03.   | 29:23  | 13-3-10  | 72:63  | –         | –                                      |
| 1930/31   | Ruhrbezirksliga (1)                        | 06.   | 19:17  | 9-2-7    | 45:40  | –         | –                                      |
| 1931/32   | Ruhrbezirksliga (1)                        | 08.   | 10:22  | 4-2-10   | 32:44  | –         | Johann Lücke (9)                       |
| 1932/33   | Bezirksklasse (2)                          | 02.   | 30:14  | 12-6-4   | 70:39  | –         | Wilhelm Altrath (12)                   |
| 1933/34   | Bezirksklasse (2)                          | 04.   | 23:21  | 11-1-10  | 63:48  | –         | Wilhelm Altrath (13)                   |
| 1934/35   | Bezirksklasse (2)                          | 02.   | 41:11  | 18-5-3   | 87:34  | –         | Jupp Hullisch (30)                     |
| 1935/36   | Bezirksklasse (2)                          | 02.   | 36:12  | 17-2-5   | 59:34  | –         | Jupp Gorcelanzek (12)                  |
| 1936/37   | Bezirksklasse (2)                          | 02.   | 32:12  | 15-2-5   | 68:34  | –         | Jupp Gorcelanzek (16)                  |
| 1937/38   | Bezirksklasse (2)                          | 01.   | 27:9   | 13-1-4   | 49:19  | –         | Jupp Hullisch (18)                     |
|           | Aufstiegsrunde zur Gauliga Niederrhein (2) | 01.   | 8:0    | 4-0-0    | 13:4   | –         | Jupp Hullisch (6)                      |
| 1938/39   | Gauliga Niederrhein (1)                    | 03.   | 22:14  | 10-2-6   | 42:33  | –         | Jupp Gorcelanzek, Günther Karger (8)   |
| 1939/40   | Gauliga Niederrhein (1)                    | 03.   | 25:11  | 10-5-3   | 45:36  | –         | August Gottschalk (17)                 |
| 1940/41   | Gauliga Niederrhein (1)                    | 02.   | 25:11  | 12-1-5   | 50:21  | –         | August Gottschalk (15)                 |
| 1941/42   | Gauliga Niederrhein (1)                    | 04.   | 19:17  | 9-1-8    | 58:50  | –         | August Gottschalk (22)                 |
| 1942/43   | Gauliga Niederrhein (1)                    | 04.   | 19:13  | 9-1-6    | 48:45  | –         | Fritz Abromeit, Josef Lücke (10)       |
| 1943/44   | Gauliga Niederrhein (1)                    | 08.   | 15:21  | 6-3-9    | 32:39  | –         | Alois Tabor (6)                        |
| 1945/46   | Bezirksklasse Essen Gruppe 3               | 02.   | 31:9   | 15-1-4   | 75:26  | –         | –                                      |
| 1946/47   | Ruhrbezirksliga                            | 03.   | 23:17  | 9-5-6    | 64:28  | –         | –                                      |
| 1947/48   | Verbandsliga Niederrhein (2)               | 01.   | 32:8   | 15 2 3   | 67:27  | –         | August Gottschalk                      |
|           | Aufstiegsrunde zur Oberliga West (2)       | 01.   | 5:3    | 2-1-1    | 6:3    | 27.500    | August Gottschalk (3)                  |
| 1948/49   | Oberliga West (1)                          | 02.   | 30:18  | 10-10-4  | 39:22  | 15.167    | August Gottschalk (14)                 |
| 1949/50   | Oberliga West (1)                          | 03.   | 38:22  | 16-6-8   | 78:47  | 13.400    | Hans Kleina (20)                       |
| 1950/51   | Oberliga West (1)                          | 06.   | 30:30  | 13-4-13  | 59:53  | 12.600    | August Gottschalk, Fritz Abromeit (12) |
| 1951/52   | Oberliga West (1)                          | 01.   | 45:15  | 20-5-5   | 78:41  | 21.000    | Helmut Rahn, Bernhard Termath (20)     |
| 1952/53   | Oberliga West (1)                          | 03.   | 40:20  | 18-4-8   | 86:40  | 15.000    | Franz Islacker (19)                    |
| 1953/54   | Oberliga West (1)                          | 02.   | 40:20  | 19-2-9   | 75:49  | 20.067    | Helmut Rahn (18)                       |
| 1954/55   | Oberliga West (1)                          | 01.   | 45:15  | 20-5-5   | 64:38  | 16.800    | Franz Islacker (20)                    |
| 1955/56   | Oberliga West (1)                          | 05.   | 36:24  | 15-6-9   | 59:45  | 13.467    | Johannes Röhrig (11)                   |
| 1956/57   | Oberliga West (1)                          | 08.   | 32:28  | 12-8-10  | 57:51  | 15.600    | Johannes Röhrig (12)                   |
| 1957/58   | Oberliga West (1)                          | 07.   | 30:30  | 11-8-11  | 40:42  | 13.233    | Helmut Rahn (8)                        |
| 1958/59   | Oberliga West (1)                          | 06.   | 32:28  | 13-6-11  | 51:42  | 17.200    | Franz Islacker (12)                    |
| 1959/60   | Oberliga West (1)                          | 06.   | 29:31  | 12-5-13  | 46:60  | 13.533    | Heinz Hornig (12)                      |
| 1960/61   | Oberliga West (1)                          | 15.   | 24:36  | 7-10-13  | 32:46  | 13.667    | Heinz Hornig (7)                       |
| 1961/62   | 2. Liga West (2)                           | 05.   | 34:26  | 15-4-11  | 63:54  | 05.713    | Werner Kik (11)                        |
| 1962/63   | 2. Liga West (2)                           | 06.   | 32:28  | 14-4-12  | 55:45  | 06.833    | Heinz-Dieter Hasebrink (14)            |
| 1963/64   | Regionalliga West (2)                      | 10.   | 38:38  | 13-12-13 | 70:64  | 08.279    | Eckehard Feigenspan (20)               |
| 1964/65   | Regionalliga West (2)                      | 07.   | 34:34  | 14-6-14  | 56:53  | 07.589    | Manfred Fallisch (16)                  |
| 1965/66   | Regionalliga West (2)                      | 02.   | 53:15  | 23-7-4   | 74:31  | 16.588    | Heinz-Dieter Hasebrink (18)            |
| 1966/67   | Bundesliga (1)                             | 18.   | 25:43  | 6-13-15  | 35:53  | 27.294    | Willi Lippens (10)                     |
| 1967/68   | Regionalliga West (2)                      | 02.   | 52:16  | 21-10-3  | 73:35  | 18.176    | Willi Lippens (25)                     |
| 1968/69   | Regionalliga West (2)                      | 02.   | 51:17  | 21-9-4   | 72:25  | 16.529    | Willi Lippens (24)                     |
| 1969/70   | Bundesliga (1)                             | 12.   | 31:37  | 8-15-11  | 41:54  | 20.706    | Willi Lippens (11)                     |
| 1970/71   | Bundesliga (1)                             | 18.   | 23:45  | 7-9-18   | 48:68  | 22.800    | Willi Lippens (19)                     |
| 1971/72   | Regionalliga West (2)                      | 02.   | 54:14  | 24-6-4   | 113:37 | 11.676    | Peter Dahl (25)                        |
| 1972/73   | Regionalliga West (2)                      | 01.   | 55:13  | 26-3-5   | 104:40 | 10.206    | Willi Lippens (23)                     |
| 1973/74   | Bundesliga (1)                             | 13.   | 31:37  | 10-11-13 | 56:70  | 17.235    | Willi Lippens (13)                     |
| 1974/75   | Bundesliga (1)                             | 12.   | 32:36  | 10-12-12 | 56:68  | 14.469    | Manfred Burgsmüller (18)               |
| 1975/76   | Bundesliga (1)                             | 08.   | 37:31  | 13-11-10 | 61:67  | 16.065    | Horst Hrubesch (18)                    |
| 1976/77   | Bundesliga (1)                             | 18.   | 22:46  | 7-8-19   | 49:103 | 13.106    | Horst Hrubesch (20)                    |
| 1977/78   | 2. Liga Nord (2)                           | 02.   | 50:26  | 21-8-9   | 82:49  | 08.247    | Horst Hrubesch (41)                    |
| 1978/79   | 2. Liga Nord (2)                           | 08.   | 39:37  | 14-11-13 | 68:62  | 04.163    | Frank Mill (15)                        |
| 1979/80   | 2. Liga Nord (2)                           | 02.   | 54:22  | 24-6-8   | 97:54  | 07.711    | Frank Mill, Matthias Herget (16)       |
| 1980/81   | 2. Liga Nord (2)                           | 08.   | 47:37  | 20-7-15  | 99:74  | 05.583    | Frank Mill (40)                        |
| 1981/82   | 2. Bundesliga (2)                          | 11.   | 38:38  | 15-8-15  | 60:62  | 06.718    | Gregor Grillemeier (17)                |
| 1982/83   | 2. Bundesliga (2)                          | 14.   | 33:43  | 12-9-17  | 56:60  | 04.504    | Jürgen Wegmann (16)                    |
| 1983/84   | 2. Bundesliga (2)                          | 17.   | 29:47  | 7-15-16  | 48:63  | 05.071    | Jürgen Wegmann (12)                    |
| 1984/85   | Amateur-Oberliga Nordrhein (3)             | 01.   | 54:14  | 23-8-3   | 96:37  | 05.516    | Michael Pröpper (28)                   |
| 1985/86   | Amateur-Oberliga Nordrhein (3)             | 01.   | 52:12  | 23-6-3   | 91:36  | 05.525    | Michael Tönnies (24)                   |
| 1986/87   | 2. Bundesliga (2)                          | 10.   | 38:38  | 14-10-14 | 70:69  | 08.447    | Dirk Heitkamp (17)                     |
| 1987/88   | 2. Bundesliga (2)                          | 11.   | 34:42  | 11-12-15 | 53:60  | 05.772    | Ralf Regenbogen (11)                   |
| 1988/89   | 2. Bundesliga (2)                          | 16.   | 35:41  | 13-9-16  | 54:60  | 08.068    | Ralf Regenbogen, Dirk Helmig (9)       |
| 1989/90   | 2. Bundesliga (2)                          | 06.   | 42:34  | 15-12-11 | 49:46  | 07.439    | Ralf Regenbogen (14)                   |
| 1990/91   | 2. Bundesliga (2)                          | 15.   | 34:42  | 12-10-16 | 49:52  | 06.614    | Dirk Helmig (8)                        |
| 1991/92   | Amateur-Oberliga Nordrhein (3)             | 02.   | 48:12  | 19-10-1  | 67:21  | 05.518    | Frank Kontny (10)                      |
| 1992/93   | Amateur-Oberliga Nordrhein (3)             | 01.   | 44:16  | 20-4-6   | 59:29  | 04.742    | Thomas Ridder, Harald Kügler (9)       |
| 1993/94   | 2. Bundesliga (2)                          | 19.   | 26:50  | 7-12-19  | 44:60  | 07.182    | Christian Dondera (7)                  |
| 1994/95   | Regionalliga West/Südwest (3)              | 04.   | 43:25  | 17-9-8   | 62:40  | 07.986    | Wolfram Klein (16)                     |
| 1995/96   | Regionalliga West/Südwest (3)              | 02.   | 71     | 21-8-7   | 60:31  | 08.300    | Wolfram Klein (15)                     |
| 1996/97   | 2. Bundesliga (2)                          | 17.   | 29     | 8-5-21   | 47:74  | 07.427    | Angelo Vier (18)                       |
| 1997/98   | Regionalliga West/Südwest (3)              | 17.   | 30     | 7-9-18   | 41:80  | 04.373    | Richard Cyron (11)                     |
| 1998/99   | Amateur-Oberliga Nordrhein (4)             | 01.   | 67     | 20-7-3   | 59:28  | 05.981    | Oliver Ebersbach (10)                  |
| 1999/00   | Regionalliga West/Südwest (3)              | 07.   | 52     | 14-10-12 | 55:46  | 06.651    | Sascha Wolf (16)                       |
| 2000/01   | Regionalliga Nord (3)                      | 13.   | 47     | 13-8-15  | 45:54  | 05.851    | Sascha Wolf (15)                       |
| 2001/02   | Regionalliga Nord (3)                      | 03.   | 64-1   | 18-10-6  | 58:33  | 08.994    | Sascha Wolf (10)                       |
| 2002/03   | Regionalliga Nord (3)                      | 03.   | 60     | 16-12-6  | 56:33  | 09.493    | Achim Weber (16)                       |
| 2003/04   | Regionalliga Nord (3)                      | 01.   | 74     | 23-5-6   | 77:26  | 10.303    | Erwin Koen (18)                        |
| 2004/05   | 2. Bundesliga (2)                          | 17.   | 33     | 6-15-13  | 35:51  | 14.164    | Francis Kioyo (6)                      |
| 2005/06   | Regionalliga Nord (3)                      | 01.   | 73     | 23-7-6   | 67:34  | 12.846    | Danko Bosković (13)                    |
| 2006/07   | 2. Bundesliga (2)                          | 15.   | 35     | 8-11-15  | 34:40  | 13.617    | Danko Bosković (8)                     |
| 2007/08   | Regionalliga Nord (3)                      | 12.   | 51     | 14-9-13  | 42:36  | 10.016    | Rolf-Christel Guié-Mien (9)            |
| 2008/09   | Regionalliga West (4)                      | 07.   | 49     | 13-10-11 | 61:41  | 07.064    | Sascha Mölders (28)                    |
| 2009/10   | Regionalliga West (4)                      | 05.   | 52     | 14-10-10 | 44:32  | 05.637    | Sascha Mölders (14)                    |
| 2010/11   | NRW-Liga (5)                               | 01.   | 71     | 21-8-3   | 59:28  | 06.355    | Timo Brauer (10)                       |
| 2011/12   | Regionalliga West (4)                      | 08.   | 52     | 15-7-14  | 52:57  | 06.193    | Benedikt Koep (8)                      |
| 2012/13   | Regionalliga West (4)                      | 04.   | 66     | 19-9-10  | 63:50  | 08.008    | Benedikt Koep (14)                     |
| 2013/14   | Regionalliga West (4)                      | 09.   | 52     | 14-10-12 | 54:48  | 07.684    | Marcel Platzek (16)                    |
| 2014/15   | Regionalliga West (4)                      | 05.   | 56     | 16-8-10  | 58:38  | 08.208    | Marcel Platzek (10)                    |
| 2015/16   | Regionalliga West (4)                      | 12.   | 48     | 12-12-12 | 48:49  | 07.349    | Marcel Platzek (8)                     |
| 2016/17   | Regionalliga West (4)                      | 05.   | 55     | 14-13-7  | 48:35  | 07.863    | Marcel Platzek (13)                    |
| 2017/18   | Regionalliga West (4)                      | 10.   | 49     | 12-13-9  | 55:43  | 06.951    | Marcel Platzek (13)                    |
| 2018/19   | Regionalliga West (4)                      | 08.   | 46     | 13-7-14  | 42:40  | 07.275    | Enzo Wirtz (9)                         |
| 2019/20 * | Regionalliga West (4)                      | 03.   | 51     | 16-3-5   | 43:25  | 10.742    | Oğuzhan Kefkir (7)                     |
| 2020/21   | Regionalliga West (4)                      | 02.   | 90     | 27-9-4   | 90:28  | .00305 ²  | Simon Engelmann (29)                   |
| 2021/22   | Regionalliga West (4)                      | 01.   | 87     | 26-9-3   | 84:32  | 09.005 ³  | Simon Engelmann (23)                   |
| 2022/23   | 3. Fußball-Liga (3)                        | 15.   | 42     | 9-15-14  | 43:56  | 16.448    | Simon Engelmann, Ron Berlinski (7)     |
| 2023/24   | 3. Fußball-Liga (3)                        | 07.   | 59     | 17-8-13  | 60:53  | 16.666    | Leonardo Vonic (9)                     |
| 2024/25   | 3. Fußball-Liga (3)                        | 08.   | 56     | 16-8-14  | 55:54  | 16.957    | Ahmet Arslan (14)                      |

## Trikot
Traditionell tragen die Spieler des Vereins rote Heimtrikots und weiße Auswärtstrikots oder weiße Heimtrikots und rote Auswärtstrikots. Teilweise gab es auch schon grüne oder, entsprechend den Essener Stadtfarben, gelb-blaue Auswärtstrikots. Derzeit ist das Heimtrikot rot mit weißen Streifen. Das Auswärtstrikot ist grau. Auf beiden Trikots ist der Hauptsponsor IFM im orangen Kreis auf der Mitte des Trikots abgebildet.

### Sponsoren
Nachfolgend ein Überblick über die Trikot-Sponsoren von Rot-Weiss Essen
| Jahre     | Sponsor                          |
| --------- | -------------------------------- |
| 1976–1977 | Deichmann Schuhe                 |
| 1977–1978 | hairmatic (Selbsthaarschneider)  |
| 1978–1984 | erdgas                           |
| 1984–1987 | Schossau Unterhaltungselektronik |
| 1987–1992 | Renault                          |
| 1992–1993 | Marlo USA-Reisen                 |
| 1993–1996 | Renault                          |
| 1996–1998 | natürlich essen                  |
| 1998–2000 | Carat                            |
| 2000–2001 | Yello Strom                      |
| 2001–2004 | RWE                              |
| 2004–2007 | steag                            |
| 2007–2008 | Evonik                           |
| 2008–2017 | Sparkasse Essen                  |
| 2017–2019 | XTiP                             |
| 2019–2022 | HARFID                           |
| 2023      | Deutsche Saatgut                 |
| seit 2023 | Ifm-Unternehmensgruppe           |

### Ausrüster
Überblick über die Sportartikelausrüster:
| Jahre     | Sponsor            |
| --------- | ------------------ |
| 0000–1982 | Hummel             |
| 1982–1984 | Pony International |
| 1984–1991 | Puma               |
| 1991–1995 | Masita             |
| 1995–1998 | Asics              |
| 1998–2000 | Adidas             |
| 2000–2001 | FAN World          |
| 2001–2014 | Nike               |
| 2014–2017 | Puma               |
| seit 2017 | Jako               |

## Trivia
- Im November 2005 wurde Pelé Ehrenmitglied (Mitgliedsnummer 23101940) bei Rot-Weiss Essen. Bei der Verleihung der Mitgliedsurkunde sagte Pelé: „Es ist für mich eine große Ehre, jetzt dem Verein anzugehören, in dem der ‚Boss‘ [gemeint ist Helmut Rahn] spielte.“
- Seit Sommer 2013 unterhält der Verein eine dritte Mannschaft, diese nimmt am Spielbetrieb der Kreisliga C Essen Nord-West teil. Zu größten Teilen besteht die Mannschaft aus jungen Männern, die straffällig geworden, drogensüchtig waren oder sind sowie an psychischen Krankheiten leiden. In Kooperation mit diversen lokalen Stiftungen soll den Männern durch das gemeinsame Spielen und Trainieren Hilfe für eine Resozialisierung ermöglicht werden.[61]
- Im August 2019 weihte der Verein auf dem Matthäusfriedhof in Essen-Borbeck einen Fanfriedhof ein.[62]